# 디 그레이맨의 등장인물 목록
디 그레이맨의 등장인물 목록은  만화 《디 그레이맨》 및 그것을 원작으로 한 텔레비전 애니메이션 작품에 등장하는 가공의 인물에 대해 설명한다.

## 검은 교단

### 엑소시스트(Exorcist)
알렌 워커(Allen Walker)본작의 주인공
하얗게 새어버린 은발과 왼쪽 눈에 난 오망성(펜타클) 모양의 흉터가 특징인 소년이다.
기본적으로 상냥한 성격이며 배려심이 강하고 타인을 잘 챙겨주기 때문에 많은 이에게 사랑받는 타입이다. 자신의 고통스러운 운명속에서도 늘 타인을 먼저 생각하며 동료의 위기에는 이상할 정도로 격분하면서 자신을 크게 희생하려는 경향이 있다.
자신의 체내에 기생하고 있는 이노센스로 인해 생체 에너지를 꽤나 소비하기 때문에 자연적으로 엄청난 대식가가 되었다. 양아버지인 마나에게 배운 온갖 곡예와 묘기도 그의 특기 중 하나.
35년 전 네아와 절친한 사이였으며 자진해서 네아의 기억을 떠맡았고, 그 이후 늙기는커녕 오히려 더 어려져서 어린 소년의 모습이 되었다. 스스로는 그 사실을 기억하지 못하고 있으며, 단지 어릴 적에 왼팔의 이노센스 때문에 친부모에게 버림받은 것이라고만 생각하고 있다. 이후 떠돌이 생활을 하던 중 어린 그를 어릿광대였던 마나 워커가 거둬들인다. 알렌은 마나를 친아버지처럼 사랑하고 따르며 행복한 나날을 보냈다. 하지만 마나는 마차 사고로 죽고 말았고 마나가 떠났다는 사실에 고통과 외로움에 빠진 알렌에게 천년백작이 나타난다. 천년백작은 알렌을 유혹해 마나를 악마로 만들려 했고 결국 알렌은 자기 스스로 양아버지를 악마로 만들고 말았으며 그 과정에서 마나가 알렌을 저주하면서 왼쪽 눈을 공격, 지금의 오망성 흉터를 남겼다.
하지만 악마가 된 마나가 알렌을 죽여 뒤집어쓰려는 순간 이노센스가 발동되어 마나를 파괴하고 알렌은 자신이 무슨 짓을 했는지 깨닫고는 살 의욕을 완전히 잃어버리고 만다. 그런 알렌에게 크로스 마리안 원수가 찾아와 알렌을 제자로 거둬들인다
제자 생활을 하면서 빚쟁이에게 쫓기고 별의별 3D 업종 알바를 하는 등 온갖 시련이란 시련은 다 겪었으며, 가끔 그 때의 고통스럽고 아스트랄한 추억 때문에 트라우마 상태가 되기도 한다. 제자 시절 크로스 원수의 빚더미를 어떻게든 갚기 위해 죽어라 도박 기술을 갈고 닦았기 때문에 이제 카드 게임에서는 무적을 자랑하는 갬블러가 되었다. 카드 게임을 할 때면 평소 온순한 모습은 온데간데 없고 무조건 이기면 장땡이라는 말과 함께 아주 사악한 성격으로 돌변한다.
방주에서의 전투 때 붕괴되어 다른 공간으로 사라져가는 방주를 다시 조종하기 위해 크로스 마리안은 알렌을 비밀스럽게 감춰졌던 14번째 노아의 방으로 인도하고 알렌은 그 곳에 놓여진 새하얀 피아노를 보게 된다. 그 피아노는 방주를 조종하는 연주를 할 수 있는 방주의 조종 시스템이었는데, 알렌이 피아노에 가까이 가자 과거에 마나와 알렌이 함께 만들었던 암호가 떠오른다. 이 원형 문자를 본 알렌은 저절로 방주를 연주해 방주의 시공간 붕괴를 막아내고 방주를 검은 교단의 본부로 이동시키는 데에 성공한다. 그 후 알렌은 계속 자신의 옆에 존재하는 어떤 괴생물체를 목격하는 일이 잦아지고 결국 후에 알렌은 크로스 원수에게서 자신이 14번째 노아의 숙주라는 사실과 마나의 진실에 대해 듣게 된다.
최근 점점 자신의 안에 있는 노아가 자신의 몸과 정신을 잠식하면서 각성하려는 것을 느끼고 괴로워하고 있다. 알마와 칸다의 전투에서 거의 14번째의 봉인이 풀리려 했으나, 그 때는 마나와의 기억으로 인해 겨우겨우 억눌렀다. 하지만 그 사건으로 중앙청은 완전히 알렌을 적으로 간주하고 노아 일족 역시 알렌을 손에 넣기 위해 분주하게 움직이기 시작한다.
- 프로필
  - 직업 : 엑소시스트
  - 나이 : 16세로 추정
  - 국적 : 영국
  - 신장 : 174
  - 체중 : 56
  - 탄생화 : 서양호랑가시나무(꽃말 : 선견지명)
  - 생일 : 불명(양아버지 마나 워커가 그를 거두어준 날인 12월 25일을 생일로 삼았다.)
  - 혈액형 : O
  - 특징 : 은발 저주로 인해 <AKMA>를 구별할 수 있게 된 왼쪽 눈 이노센스 싱크로율이 100%를 넘은 <임계자> 14번째 노아
  - 특기 : 도박, 돈 불리기, 포커
  - 취미 : 식사, 돈 불리는 것
  - 별자리 : 불명
  - 좋아하는 것 : 경단
  - 싫어하는 것 : 술, 스승님의 빚더미
  - 이노센스 명칭 : 모든 것을 구제하는 퇴마(頹魔)의 힘 신의 광대 <크라운 크라운>(Crown Clown)
  - 이노센스 종류 : 기생형
  - 이노센스 형상 : 왼팔
  - 노아의 메모리 : 모든 것을 소멸시키는 無의 메모리 노아의 파괴
- 이노센스

크라운 크라운(Crown Clown : 신의 광대)
알렌의 이노센스, 알렌이 태어났을 때부터 왼팔에 기생하고 있었던 이노센스이며 노아 일족의 티키 믹에 의해 완전히 파손되었으나 이노센스와 자신의 공통적인 목표인 "인간과 함께 악마도 구제하고 싶다."를 깨닫고 다시 각성하여 올바른 형태로 다시 태어났다.
이노센스의 힘
물리적인 공격도 가능하지만 <AKMA>나 노아 일족을 베면 그 안에 내장되어 있는 다크매터와 노아의 힘만을 베어 완벽히 소멸시키는 퇴마의 힘을 지니고 있다. 또 주인의 의사 없이 단독행동이 가능하며 자기 재생 능력도 존재한다.
형태
초기 때는 십자가가 박힌 적갈색으로 변색한 사람의 손 형상을 하고 있으며, 발동하면 거대한 갈고리 손톱을 지닌 은으로 만든 팔로 변환한다. 이 때 은으로 만든 갈고리 팔에서 진화해, 바주카 포나 도검 형태의 무기로도 변형할 수 있다.
각성 후에는 적갈색의 사람의 손 모양에서 이노센스를 발동하면 은색 팔이 아닌 칠흑같이 검은 색의 날카로운 손톱을 가진 팔과 함께 전신을 뒤덮는 순백의 망토와 가면으로 완전히 새롭게 변형한다. 싱크로율이 100%를 넘으면 왼손이 십자가 형의 퇴마 검으로 변형한다.
- 기술
- <AKMA> 탐지 능력
  - 마나의 저주로 인해 왼쪽 눈은 <AKMA>안에 내장된 영혼을 식별할 수 있게 되었다. 후에 로드에게 파괴되었다가 다시 재생하면서 훨씬 더 강하게 진화했다.
- 크로스 펄링(Cross Falling / 십자가의 말뚝)
  - 불완전한 초기 형태 이노센스 때의 기술 은색의 팔로 상대를 잡은 다음 그대로 땅에 매다꽂아 으깨 파괴시킨다.
- 크로스 스피어(Cross Spear / 십자가의 창)
  - 불완전한 초기 형태 이노센스 때의 기술 은색의 팔로 상대를 꿰뚫는 기술
- 엣지 엔드(Edge End / 파멸의 손톱)
  - 왼손의 손톱을 강화하여 상대방을 난도질하는 물리공격
- 크라운 벨트(Clown Belt / 광대의 띠)
  - 각성 후의 이노센스로 발동하는 기술 순백의 망토에서 여러 갈래의 띠를 발산해 상대를 구속하거나 공중에서 몸을 고정시키고 이동할 때 등등 다양한 용도로 사용된다.
- 크라운 엣지(Clown Edge / 손톱의 왕관)
  - 각성 후의 이노센스로 발동하는 기술 칠흑같은 검정 손톱에서 이노센스로 이루어진 왕관 형태의 빛의 손톱을 채찍처럼 휘두른다. 위력도 강하고 공격범위도 훨씬 더 넓어졌다.
- 퇴마의 검 <크라운 크라운>(頹魔 劍)
  - 싱크로율이 100%를 넘으면 발동되는 이노센스, 왼손이 퇴마의 힘을 지닌 대검으로 변형한다. 이 검은 <크라운 크라운>의 본질적인 힘이며 물리적인 것을 절대로 베지 않고 오직 <AKMA>의 다크매터나 노아의 메모리만을 베는 힘을 지녔다. 검이긴 하지만 절대로 육체에 손상을 입히지 않는 구원을 위한 싸움을 펼친다는 것 치열한 전쟁 속에서도 사랑을 추구하는 우스꽝스러운 광대를 상징한다.
- 크로스 그레이브(Cross Crave / 십자가의 묘)
  - 십자가 모양의 섬광과 함께 적을 완전히 소멸시키는 기술 불완전한 초기 형태와 각성 후의 이노센스의 위력이 판이하게 달라졌다.
- 데스 볼(Death Ball / 破壞砲嚆)
  - 임계점 돌파의 크라운 크라운 모드 때의 기술 크라운 크라운 검을 허공으로 높이 치켜든 후 전신에서 이노센스로 이루어진 섬광을 전방위로 발사한다. 다수의 레벨 3의 <AKMA>들도 일격에 파괴하는 위력을 지녔다. 하지만 연속적으로는 사용 불가능

성우 - 코바야시 사나에, 무라세 아유무 / 이미자
칸다 유우(Kanda Yu)본작의 부주인공
엑소시스트 중에서도 상급의 실력을 지닌 초 일류 검사
오만불손하고 퉁명스러운 태도와 약한 것을 죄처럼 여기는 강함에 대한 집착 기본적으로 자기 이외엔 그 누구도 인정하지 않으려는 꽉 막힌 성격, 그리고 굉장히 험한 입 때문에 교단 내에서는 상당히 까다로운 인물로 찍혀 있다.
목적달성을 위해서라면 동료이든 적(敵)이든 아무 상관없이 내버릴 수 있는 냉정한 성격이 짙으며 남이 자기 이름을 부르면 화를 내는 성향이 있다.
츤데레 성격이라서 본래 표현하고 싶었던 말을 잘 하지를 못하는 면모를 보이기도 한다.
왼쪽 가슴에는 문신(옴)이 존재하는데 이 문신은 칸다의 생명 잔량을 나타내며 문신이 모두 새겨지는 것이 칸다의 죽음을 의미하는 것 외에는 아무것도 알려져 있지 않다(디그레이맨 2권 코무이와 칸다의 대화중)
본래 그의 정체는 중앙청에서 추진하던 "세컨드 엑소시스트 계획"의 피험체이며 현 지부장을 맡고있는 벅 창의 가문과 레니 에프스타인 일족이 인위적으로 만든 인간이다. 세컨드 엑소시스트란, 이미 죽은 엑소시스트의 뇌를 강화세포 인조인간에게 집어넣어 다시금 새로운 엑소시스트를 창조해내는 실험이었다.
자신이 만들어지기 전의 자신의 뇌의 인물이 만났던 어떤 여인을 찾기 위해서 교단에 입단한 듯 하다.
후에 그의 과거가 밝혀질 때 그의 유일무이한 친구인 알마 카르마가 등장한다. 과거에 자신의 손으로 죽여버렸지만 검은 교단에서 다크매터의 알을 이용해서 새롭게 만든다. 이 생명체를 노아일족이 빼앗은 후 칸다와 알렌을 유인한다. 나중에 알마가 봉인되어 있던 장소가 파괴되어버리고 알마와 칸다는 서로 싸우게 된다.
결국 알마와의 싸움에 알렌이 참전하면서 <AKMA>가 된 알마의 안에 자신이 줄곧 원인도 모르고 찾던 '그 사람'의 영혼이 내장되어 있음을 알게 되고 알마와 칸다는 서로 파괴된다. 하지만 최후엔 알렌의 도움으로 방주를 통해 노아도 교단도 닿지 않는 서쪽 끝의 땅인 '마텔'로 이동하게 되고 일면 최후를 맞은 듯 보였지만, 3개월 후... 프랑스 프로방스 지방에서 마리와 리나리 일행과 만나게 된다.
교단의 아시아 지부로 온 칸다는 생명이 얼마 남지 않는 즈우 메이 창과 재회 그가 가지고 있던 녹슨 무겐을 원형으로 변형시키고 칸다 유우로써의 엑소시스트가 될것이란 말과 함께 결정형 이노센스로 각성한다.
그 후 알렌을 찾겠다며 조니와 함께 교단을 떠나 마침내 알렌을 찾아내지만, 천년백작의 개입으로 알렌과 떨어지게 되고 알렌을 되찾겠다면 원수부터 되라는 스승의 요구로 원수가 되기로 결심한다.
- 프로필
  - 직업 : 엑소시스트
  - 나이 : 19세
  - 국적 : 일본(정확하지는 않음)
  - 신장 : 181
  - 체중 : 63
  - 탄생화 : 노란 붖꽃(꽃말 : 믿는 자의 행복)
  - 생일 : 6월 6일
  - 혈액형 : AB
  - 특징 : 한 갈래로 가지런히 묶은 흑발의 포니테일의 머리카락(애니메이션에서는 푸른색.) 아무리 중상을 입어도 간단히 회복되는 엄청난 생명력
  - 취미 : 메밀국수 면발 뽑기, 식물 재배
  - 좋아하는 것 : 메밀국수, 튀김(주로 호박, 꽈리고추, 연근으로 만든 튀김을 좋아함.)
  - 싫어하는 것 : 달콤한 것, 몰려다니는 것, 퍼스트 네임으로 부르기, 그 외에도 상당히 많음
  - 이노센스 명칭 : 극한까지 갈고닦은 칠흑의 검, 흑도(黑刀) <무겐>(六幻)
  - 이노센스 종류 : 장비형 / 후에 결정형으로 각성
  - 이노센스 형상 : 초기 : 색칠은 하지 않은 일본식 목도의 형태 / 현재 : 정통 일본식 장검 형태
- 그 외 별명(애칭)

유우 (ユウ) : 칸다의 퍼스트 네임 주로 라비가 부르며 이 이름으로 불리는 것을 굉장히 싫어함
유-군 (ユ-くん) : 티에도르 원수
식칼잡이 군 (包丁使いくん) : 티키 믹
바보 칸다 (ばかんだ) : 알렌 워커
- 이노센스

무겐(六幻)
칸다의 이노센스, 검의 형태를 한 이노센스이며 무겐이라 이름이 붙은 이유는 이 검의 변형 단계가 6단계까지 있기 때문이라고 한다.
이노센스의 힘
형태의 성질상 베는 맛이나 강도는 나무랄 데가 없고 이노센스 특유의 특성도 갖고있어 개방과 함께 분열하거나 적합자의 생명력을 끌어다 공격력을 상승시킬 수 있다. 그 대가는 크지만 발사도구로 변환되거나 공격력이 대폭 강화 되는 등 사각지대는 없다. 노아 일족인 스킨 볼릭과의 사투로 인해 파손되었다가 코무이가 다시 수복시켰다. 물리공격의 위력은 상상을 초월하며 이노센스의 힘으로 강력한 악마들도 일격에 몰살시키는 힘을 자랑한다.
형태
초기 때는 칠흑빛의 중간 정도 길이의 일본식 목도 형태를 하고 있었으며 칼날은 검은색이지만 칸다가 이노센스를 발동하면 푸른빛으로 빛나면서 완전한 검의 형태가 드러난다.
수복 후에는 일본식 목도에서 전통적인 일본식 장검(長劒) 형태로 개조되었다.
- 기술
- 재액초래 - 계충 [일환] (災厄招來 - 界蟲 [一幻])
  - 무겐을 휘둘러 벌레의 형태를 한 참격을 날려보내는 기술
- 재액초래 - [이환도] (災厄招來 - [二幻刀])
  - 이노센스의 힘을 이용해 검을 한 자루 더 만들어 내는 기술 공격력도 2배로 상승한다.
- 이환 - 팔화당랑(二幻 - 八花撞浪)
  - 이환도 모드 때의 기술 단숨에 상대방의 품으로 뛰어들어 이환도로 일반인은 절대 볼 수 없는 스피드로 8번의 참격을 가하는 기술
- 금기 [3환식] (禁忌 - [三幻式])
  - 자신의 생명력을 무겐에 흡수시켜 공격력을 폭발적으로 상승시킨다.
- 참강일도 (斬降一刀)
  - 디그레이맨 DS에 나온 기술
- 오환 - 폭백참(五幻 - 爆魄斬)
  - 오환도 모드 때의 기술, 폭발적으로 상대에게 100번의 참격을 가한다.
- 오환 - 열섬조(五幻 - 裂閃爪)
  - 오환도 모드 때의 기술

성우 - 사쿠라이 타카히로 / 전광주
리나리 리(Leenalee Lee)본작의 부주인공.
검은 교단의 마스코트라고 불릴 정도로 남자 대원들에게 인기만점인 소녀
동료를 아끼고 상냥하며 자기 의지는 끝까지 관철하는 굳은 심지를 지녔다. 늘 동료를 배려하며 한없이 상냥하다. 그러나 한번 뜻을 굳히고 행동할 시에는 알렌도 놀랄 정도의 엄청난 추진력과 향상성을 보인다.
화가 나면 상당히 무서운 성격으로 오빠의 발명 로봇인 코무링 시리즈가 난동을 부릴 때마다 분노하면서 늘 코무링을 부수곤 한다.
어렸을 적에 <AKMA>에 의해 부모님이 살해당하고 자신이 이노센스인 다크 부츠의 적합자라는 것이 판명되어 오빠인 코무이와 강제적으로 헤어진 후 교단에 입단했다. 하지만 가족에 대한 그리움과 홀로 남았다는 공포를 견디지 못하고 늘 교단에서 탈출하려했고 그럴 때마다 교단은 아주 강하게 리나리를 몰아붙였다. 그런 교단 생활에 적응조차 하지 못한 채 어두운 나날을 보내는 리나리를 위해 코무이는 자신이 직접 과학반 실장의 직위로 검은 교단에 입단해 리나리를 지켜주겠다고 맹세 결국 교단에서 오빠인 코무이와 동생인 리나리는 다시 만나게 되었다. 리나리에게 있어서 교단은 자신의 집이자 유일한 가족이 있는 안식처인 셈
현 시점에서 이노센스의 진화현상을 보인 엑소시스트 중 하나 크로스 마리안 원수의 행방을 쫓아 배를 타고 일본으로 가던 알렌을 제외한 엑소시스트 일행은 항해 도중 레벨 3의 <AKMA>와 접전을 벌이게 된다. 그 전투에서 힘겨운 싸움을 벌이는 도중 리나리는 개방 한계를 강제적으로 넘어 이노센스의 싱크로율을 높였고 <AKMA>와 충돌해 대 폭발을 일으켰다. <AKMA>는 소멸했지만 리나리는 독단적으로 행동한 이노센스가 결정형태의 결계로 보호해 살아남는다. 그 후 방주에서의 싸움에서도 이노센스는 리나리를 지켰다.
방주에서 돌아온 후<AKMA>의 데이터 총 수집원인 "알"과 방주가 교단의 소유가 된 것에 대해 분노한 천년백작은 노아 일족인 루루벨과 대다수의 레벨3 <AKMA>를 검은 교단에 투입시켜 검은 교단안에서는 이윽고 전쟁이 일어난다. 검은 교단 측에서는 원수들이 전투에 참전해 승리를 이끌었으나 그 도중 한<AKMA>가 레벨4로 각성 순식간에 검은 교단 내를 쑥대밭으로 만든다. 그러던 도중 리나리는 다시 싸우기 위해 각오를 하고 이노센스와 다시 한번 싱크로에 도전 이노센스를 자신이 직접 마시게 된다. 그 결과 리나리에 다리에서 흘러나온 엄청난 양의 피가 갑자기 결정으로 변형해 리나리에 다리에 장착되어 리나리는 다시 다크 부츠를 이용해 알렌과 같이 레벨4의 악마를 퇴치하는데에 성공한다.
- 프로필
  - 직업 : 엑소시스트, 과학반 어시스턴트
  - 나이 : 17
  - 국적 : 중국
  - 신장 : 168
  - 체중 : 48
  - 탄생화 : 칼미아(꽃말 : 커다란 희망)
  - 생일 : 2월 20일
  - 혈액형 : B
  - 특징 : 트윈 테일로 묶은 긴 생머리
  - 취미 : 요리
  - 가족 관계 : 오빠 (코무이 리)
  - 별자리 : 물고기자리
  - 좋아하는 것 : 초콜릿 케이크
  - 싫어하는 것 : 자기 희생
  - 이노센스 명칭 : 나비처럼 하늘을 누비며 강철같은 힘으로 낙하하는 음속의 힘, 춤추는 구두 <다크 부츠>(Dark Boots)
  - 이노센스 종류 : 장비형 / 후에 결정형으로 각성.
  - 이노센스 형상 : 구두(롱 부츠)
- 이노센스

다크 부츠(Dark Boots : 검은 구두)
이노센스 중 유일하게 종래에 등장한 적이 없는 새로운 종류인 결정형으로 각성한 이노센스이다.
이노센스의 힘
엄청난 스피드와 추진력 비행 능력을 갖춘 이노센스 여러 상황에서 축지와 도약 비행을 자유롭게 하는 것이 가능하며 나비처럼 하늘을 날고 강철같은 스피드로 상대를 공격해 날려버리는, 공중전에서는 무적을 자랑하는 이노센스이다.
형태
평소
보통 검은 구두 형태로 있으며 리나리는 허벅지 위쪽까지 블랙 스타킹을 신고 있다. 
발동
이노센스 힘의 영향으로 스타킹이 벗겨지며 구두가 롱 부츠 형태로 변형한다. 발목 부분엔 이노센스의 오라가 나비 날개의 형태처럼 발산되고 있으며 개방 단계가 높아질수록 형태나 장식도 조금씩 변화한다.
각성 후
다크 부츠 본래의 형태에서 살짝 검붉은 빛이 도는 새로운 형태로 변화했으며 평소 상태도 검은 구두 형태에서 발목에 달린 붉은 링 형태로 바뀌었다. 발목 뒤쪽의 나비 날개 비슷한 형태에서 대량의 이노센스의 힘을 발산해 초 고속이동이 가능하게 되었다. 물론 기존의 기술도 시전 가능하며 코무이의 분석에 의하면 이노센스가 파괴되어도 리나리의 피만 있으면 얼마든지 자기수복이 가능하다고 한다.
- 기술
- 엔무 - 무풍(円務 - 霧風 : 원의 춤 - 안개바람)
  - 폭발적인 각력으로 휘두른 다리에서 대량의 풍압을 일으켜 소용돌이를 만드는 기술 원거리 계열 공격이라서 멀리 떨어진 상대에게도 명중시키는 것이 가능하다.
- 원무 - 검은 물방울(圓舞 - 黑雩)
  - 안개바람의 연계기술 안개바람으로 일으킨 풍압의 소용돌이로 상대의 시야를 가린 다음 재빨리 상대에게 접근해 상대를 구두 굽으로 찍는 기술
- 제 2개방 - 계루(繫樓). 소리를 밟는 기술 <음가>(音枷)
  - 이노센스의 힘을 이용해 공기 중에 발생하는 파동을 발판 삼아 음속의 스피드로 하늘을 비행하는 기술
- 제 2개방 - 계루(繫樓). 물을 밟는 기술 <수가>(水枷)
  - 이노센스의 힘을 이용해 수면 위에 내려서는 기술 수면을 밟으면서 고속으로 움직이는 것이 가능하다.
- 최대 개방 - 실추를 밟는 기술 <철가>(鐵枷)
  - 이노센스의 싱크로율을 최대로 높여 다크 부츠를 포함한 자신의 하반신을 거대 창으로 바꿔서 돌진하는 기술 회피가 절대 불가능한 엄청난 속도로 상대를 공격해 꿰뚫는다. 동시에 여러 번을 쓰는 것을 불가능

성우 - 이토 시즈카 / 정현경
라비(Lavi)본작의 부주인공
검은 교단의 엑소시스트이자 이 세계의 역사를 기록하는 일족인 '북 맨'(Book Man)의 계승자
'라비'라는 이름은 가명(假名)이며 본명은 사실상 불명이고 국적 역시 여러 민족의 피가 섞여있는지라 불명 천년백작과 동시에 본작의 캐릭터 중 가장 수수께끼가 많아보이는 인물
털털하고 사람 좋은 성격이라서 누구와도 금방 친구가 되는 강한 친화력이 특징 그 어느 장소라도 절묘한 타이밍에 끼어들어 어느새 사교를 벌이고 있을 정도로 약삭빠르고 유연하다.
여자에게 약하며 자신의 이상형인 여성(말만 이상형이지 작중에 나오는 예쁜 여성은 전부 다.)을 보면 순식간에 반하는 '스트라이크~!'상태로 돌입한다.
성격 상 가벼운 분위기가 짙으나 두뇌상으로는 회전력이 빠르고 분석력이 돋보이며 한 번 본 것은 세세한 흠집 하나까지 놓치지 않고 구별할 수 있는 특별한 눈인 '기록 안'을 지녔다.
처음엔 그저 기록을 위해 검은 교단에 북 맨과 같이 잠입한 것이나 교단 생활을 하면서 점점 교단을 가족과 동료로 여기는 마음이 짙어진다. 하지만 북 맨은 그런 라비를 몰아세우면서 북 맨은 오직 역사의 기록을 위해 존재하는 자라는 것을 일깨우곤 한다. 자신의 마음과 북 맨의 대한 긍지와 사명으로 인한 갈등 때문에 가끔씩 혼란을 겪기도 하는 듯
현재 북맨과 같이 노아 일족에게 잡힌 상태 노아 일족은 천년백작이 14번째를 받아들이라는 명령을 이해하지 못하고 언젠가는 14번째를 죽일 생각을 하고 있으며 그를 위해 북맨의 로그(기록)를 통해 14번째에 대한 모든 세세한 내용을 알아내려는 의도로 라비를 고문한다.
- 프로필
  - 직업 : 엑소시스트, 북 맨의 계승자
  - 나이 : 19세
  - 국적 : 여러 이민족의 피가 섞였기 때문에 불명
  - 신장 : 185
  - 체중 : 64
  - 탄생화 : 이끼(꽃말 : 모성애)
  - 생일 : 8월 10일
  - 혈액형 : O
  - 특징 : 긴 갈색 머리를 빳빳하게 세우는 헤어 밴드, 오른쪽 눈의 안대
  - 취미 : 독서
  - 별자리 : 사자자리
  - 좋아하는 것 : 불고기 요리, 잠 자기
  - 싫어하는 것 : 고추냉이
  - 이노센스 명칭 : 자연을 관장하는 거대한 망치, 큰 망치 작은 망치 <철퇴>(鐵槌)
  - 이노센스 종류 : 장비형
  - 이노센스 형상 : 신축 가능한 망치
- 이노센스

큰 망치 작은 망치 <철퇴>(鐵槌)
라비의 이노센스. 크기 조절이 가능한 검은 쇠망치의 모습을 하고 있으며 커지면 거의 건물 하나는 거뜬히 파괴할 정도로 커지지만 적합자인 라비는 아무런 무게감 없이 자유롭게 휘두르는 것이 가능하다. 단 적합자인 라비 이외의 사람이 이 망치를 들면 커졌을 때의 무게감이 그대로 느껴진다.
이노센스의 힘
라비의 이노센스는 그저 신축성만 있는 망치가 아닌 자연의 힘을 관장하는 이노센스이다. 이 망치를 이용해 적에 따라 다양한 속성의 힘을 끌어내는 것이 가능하다.
형태
통상 개방 시에는 망치의 양 쪽에 각각 火와 天의 도장이 찍혀 있으며 발동을 하면 火에서는 불이 天에서는 번개가 발산된다.
제 2개방 시에는 망치를 중심으로 허공에 선택할 수 있는 자연 원소의 낙인들이 등장하며 그것을 망치로 찍으면 해당되는 자연의 힘이 발산된다.
- 기술
- 만(滿)
  - 망치의 크기를 부풀리는 기술 보통 라비는 망치를 주머니에 넣을 수 있을 정도로 작게 만들어 지니고 있지만 이 기술로 커진 망치는 건물 하나도 일격에 박살 낼 정도의 힘과 크기를 지니게 된다. 만(滿)을 외칠수록 크기도 커지는 것이 특징
- 신(申)
  - 망치 손잡이의 길이를 늘리는 기술 주로 공중에서 이동하거나 원거리를 단숨에 뛰어넘을 때 사용하며 무한으로 늘어나긴 하지만 라비 본인이 컨트롤을 잘 못하는 것이 단점
- 제 2개방 - 화판. 겁화회신(火板. 劫火恢神)
  - 火도장에서 화염의 뱀을 발사해 공격하는 기술 망치로 직접 타격을 주는 직화판(直火板)도 있다.
- 제 2개방 - 천판. 뇌정회천(天板. 雷精回天)
  - 天도장을 이용해 망치의 머리꼭지 부분에서 강력한 번개를 발사해 공격하는 기술 멀리 떨어진 적도 노릴 수 있는 원거리 계열의 공격이다.
- 제 2개방 - 목판. 천지반회(木板. 天地反回)
  - 木도장을 이용해 주변에 있는 모든 자연물들에게 영향을 줘 그 자연물들을 마음대로 조종하는 기술.
- 제 2개방 - 콤보 도장. 강뢰천(强雷天)
  - 火도장과 天도장을 융합시켜 불과 번개의 2가지 속성으로 공격하는 기술 공격력도 공격범위도 절대적인 위력을 선보인다.

성우 - 스즈무라 켄이치 / 김승태
알레이스터 크로울리 3세(Aryster Krory The Third)본작의 엑소시스트
크로스 마리안의 행방을 쫓던 도중, 알렌과 라비를 만나 엑소시스트의 길을 걷게 되었다.
본래 한 마을의 음침한 고성(古珹)에서 살던 청년이었으나 알렌과 라비를 만났다. 고향에서는 '흡혈귀' 라 불리며 혐오대상이 되었지만 사실 그는 마을 사람들 사이에 섞여 있던 <AKMA>를 무의식적으로 파괴했던 것이었으며 초기에는 <AKMA>만 만나면 반응하는 자신의 이노센스에 대해 강한 혐오감과 공포를 지니고 있었다.
진심으로 사랑하던 <AKMA> '엘리아데'를 자신의 손으로 파괴한 후... 엘리아데를 파괴한 자신의 이유를 만들기 위해 엑소시스트로 전업했다.
여리여리하고 소심하며 눈물 많고 정 많은 감수성 풍부한 청년이지만 이노센스가 발동하면 그 반동때문인지 말투도 성격도 행실도 완전히 사납게 변한다. 한 마디로 이중인격
세상물정에 대해 잘 모르며 다른 사람에게 쉽게 속거나 루머 등을 바로 믿어버리는 경향이 있고 말투 끝마다 '인 것이다'라는 구절을 붙인다.
- 프로필
  - 직업 : 엑소시스트
  - 나이 : 29세
  - 국적 : 루마니아
  - 신장 : 190
  - 체중 : 77
  - 생일 : 12월 1일
  - 혈액형 : AB
  - 취미 : 윈도 쇼핑
  - 별자리 : 사수자리
  - 좋아하는 것 : 엘리아데의 피, 슈크림
  - 싫어하는 것 : 기생형 엑소시스트의 피
  - 이노센스 명칭 : 악마의 피를 마시고 인간을 초월하는 힘, 명칭은 본인이 이름을 붙이지 않아서 불명
  - 이노센스 종류 : 기생형
  - 이노센스 형상 : 송곳니
- 이노센스

뱀파이어(Vampire : 흡혈귀 / 가명)
크로울리의 이노센스. 본래 크로스 마리안의 애완 식인 식물인 <로잔느>가 지니고 있었으나 크로스 마리안이 크로울리에게 <로잔느>를 맡긴 후 <로잔느>가 크로울리를 물어뜯은 순간 이노센스가 크로울리의 체내로 들어가 기생하기 시작했다. 참고로 이름을 붙이지 않은 이유는 크로울리 본인이 창피해서라고 한다
이노센스의 힘
<AKMA>의 피(정확히는 오일)를 마시고 초인적인 힘을 발휘하는, 그야말로 뱀파이어 같은 힘을 발휘한다. 기본적으로 힘, 스피드 지구력이 월등히 상승하며 피를 갑옷처럼 둘러 공격력과 근력, 방어력을 강화시키는 방법도 있다. 혈액에 이노센스가 존재하기 때문에 혈액이 육체를 이탈해 따로 활동하는 것도 가능 물론 위험성은 엄청나다.
형태
송곳니
- 기술
- 흡혈(吸血)
  - <AKMA>의 피(오일)를 마시고 강화하는 기술 다른 사람들은 굉장히 맛없어 하지만 크로울리 본인은 토마토 주스랑 별반 차이 없다고 한다.
- 크림슨(Crimson / 紅蓮)
  - 피를 갑옷처럼 둘러 루비 보석처럼 붉은 갑주를 착용하는 기술 보통 흡혈 상태보다 훨씬 더 강력한 힘을 낼 수 있다.
- 블러드 크로울리(Blood Crory)
  - 크로울리의 체내에 있는 피(이노센스)가 육체를 이탈해 스스로가 싸우는 기술

성우 - 이와타 미츠오 / 전광주
미란다 롯트(Miranda Lotto)본작의 엑소시스트
'되감기는 도시' 편에서 처음으로 등장한 여성
부스스하게 메마른 머리칼을 올백으로 묶은 다음 쪽을 찐 머리스타일과 아주 깊게 다크서클이 진 눈으로 인해 굉장히 음울하고 무서운 분위기를 풍긴다.
자신이 사는 마을이 늘 같은 하루를 31번이나 반복하게 되자 그런 상황에 아주 머리가 깨질 것 같은 괴로움에 시달린다.
노력가이긴 하지만 초절정 비관주의자 늘 하는 일마다 안 되고 실패하기 때문에 저절로 소심하고 겁 많은 성격이 되어버렸고 말에도 늘 비관적인 가치관이 두드러지게 나타난다. 하지만 주변인들에게 도움이 되고 싶다는 마음 하나만은 그 누구보다도 강하며 그로 인해 비관을 깨고 거의 집념 수준으로 노력하는 면모를 보인다. 처음엔 머리를 묶고 있었지만 엑소시스트가 된 후부터 머리를 풀었으며 다크서클이 깊게 져서 무서웠던 눈도 엄청나게 바뀌었다.
그녀의 이노센스인 "타임 레코드"는 본래 그녀가 살던 마을의 골동품가게에 있던 낡고 커다란 괘종시계였다. 본래 아무리 태엽을 감아도 작동하지 않아서 가게주인이 버리려고 길가에 내놨던 것을 지나가던 미란다가 보고는 뭘 해도 안되는 자신과 비슷하게 여겨서 태엽을 감아 다시 작동시킨 것을 계기로 미란다가 구입했다. 그렇게 미란다의 집에서 같이 생활하게 된 괘종시계. 어느 날 미란다가 100번째 실업을 화려하게 치르고 돌아온 날 밤, 그녀는 괘종시계 앞에서 술을 마시며 한바탕 푸념을 늘어놓던 도중 "내일따윈 안 와도 돼"라는 말을 하게 되고 그 말을 들은 이노센스가 그날 밤이 지나고 아침이 밝을 때마다 도시의 시간을 흡수해 똑같은 하루를 반복하게 만들었다.(물론, 미란다는 되감기는 괴현상의 원인이 자신이라는 것을 아예 모르고 있었으나 알렌과 리나리 덕에 겨우 알게 된다.)
하지만 결국 미란다는 이노센스의 적합자로 밝혀져 엑소시스트로 활동한다.
- 프로필
  - 직업 : 전직 백수 / 현직 엑소시스트
  - 나이 : 26세
  - 국적 : 독일
  - 신장 : 168
  - 체중 : 45
  - 생일 : 1월 1일
  - 혈액형 : O
  - 특징 : 열흘 이상 잠을 안 자고도 버팀
  - 특기 : 비관, 절망, 잠 안자기
  - 취미 : 자기 분석
  - 별자리 : 염소자리
  - 좋아하는 것 : 서양 배
  - 싫어하는 것 : 과거의 자신
  - 이노센스 명칭 : 시간을 조종하는 무한의 가능성, 기록의 시계 <타임 레코드>(Time Record)
  - 이노센스 종류 : 장비형
  - 이노센스 형상 : 레코드판
- 이노센스

타임 레코드(Time Record : 기록의 시계)
미란다의 이노센스 본래 커다란 괘종시계였으나 미란다가 검은 교단에 입단한 후 코무이가 새롭게 레코드판의 형상으로 개조해 전투에도 사용가능하게 만들어주었다.
이노센스의 힘
말 그대로 시간을 조종하는 거대한 힘 시간을 흡수하거나 되감거나 멈추게 하는 것도 가능하다. 하지만 시간 자체를 쥐고 흔드는 거대한 힘을 지닌 이노센스인만큼 정신적 소모가 매우 극심하기 때문에 많이 사용하면 극도의 정신적 피로에 시달린다. 미란다는 이노센스의 특성 상 다수의 생명이 관련된 임무에 투입되는 경우가 많은데 그럴 때마다 그녀는 자책감에 휩싸이곤 한다.
형태
초기에는 커다란 괘종시계였다.
개량 후에는 어깨에서부터 팔목까지 장착할 수 있는 검은 레코드판으로 개조되었다. 레코드판에는 시간의 문장이 새겨져 있다.
- 기술
- 리커버리(Recovery / 時間回復)
  - 지정된 대상에게 이노센스를 발동시킴, 리커버리가 발동된 대상에겐 모든 시간경과의 법칙이 무효화되며 만약 부상을 입거나 하면 즉시 이노센스가 발동되어 부상을 입기 전의 원래 상태로 시간을 되돌린다. 단 이 기술은 치료를 하는 것이 아니라 어디까지나 이노센스의 힘에 근거해 상처받기 전의 시간으로만 되돌리는 것이기 때문에 이노센스가 해제되면 지금까지 리커버리로 인해 되돌려진 상처와 피로들이 순식간에 덮쳐와 심하면 목숨을 잃을 수도 있기에 주의해야 한다.
- 타임 아웃(Time Out / 時間停止)
  - 시간의 결계를 쳐 외부에서의 공격을 차단하는 기술 이 결계 안은 모든 현상으로 인해 일어나는 시간의 법칙이 무효화되어 시간이 멈춰 있기 때문에 외부의 공격은 결계 근처에 다가오지도 못한다. 단, 오랫동안 시전하는 것은 불가능
- 리버스(Reverce / 時間吸受)
  - 지정한 대상의 시간을 흡수하는 기술 외부의 누군가가 보면 마치 지정한 대상의 시간이 되감기는 것처럼 보인다.

성우 - 토요구치 메구미 / 유상우
북 맨(Book Man)본작의 엑소시스트이자 역사의 기록인인 북 맨(Book Man)
라비의 스승이자 동료
세상에서 유일하게 '어둠의 역사' 기록을 간직하고 있는 자, 라비와 마찬가지로 상당히 비밀을 많이 감추고 있다.
본명은 북 맨의 칭호를 이어받았을 때 사라졌으며, 지금은 북 맨으로 불리고 있다.
동양의 의술인 침술(針術)의 스페셜리스트 온갖 침술에 정통해있기 때문에 인체에 대해서도 굉장히 박식하다.
양쪽 눈 주위에 검은 색의 메이크업이 칠해져 있어서 라비로부터 '판다 할아범'이라는 별명으로도 불리었다. 물론 본인은 그 별명을 굉장히 싫어해서 라비가 그 별명으로 부를 때마다 늘 주먹을 날린다.
자신의 머리카락을 굉장히 소중히 여기며 자신의 포니테일 비스무리한 머리칼에 긍지(?)를 지니고 있기 때문에 칸다의 머리카락을 질투해 가끔씩 칸다와 대련을 할 때 칸다의 머리끈을 살짝 훔쳐가는 심통을 부리곤 한다.
엄격하고 신중하며 조용한 성격이지만 굉장히 장난기가 넘치기 때문에 엉뚱한 행동을 보이기도 한다.
로드의 말에 따르면 35년 전에 선대의 노아 일족과 친분이 있었으며 14번째 노아하고도 아는 사이였다고 한다. 그 때문에 현재 라비와 같이 노아 일족에 잡혀있으며 라비의 목숨을 인질로 잡히고 노아 일족에게 협박당한다.
- 프로필
  - 직업 : 북 맨 / 엑소시스트
  - 나이 : 89세
  - 국적 : 불명
  - 신장 : 140(머리카락 제외)
  - 체중 : 38
  - 생일 : 8월 5일
  - 혈액형 : A
  - 특기 : 침술(針術)
  - 취미 : 머리카락 손질
  - 별자리 : 사자자리
  - 좋아하는 것 : 푸딩
  - 싫어하는 것 : 바나나
  - 이노센스 명칭 : 공수완벽한 만능 침, 검은 침 <헤븐 컴퍼스>(Heaven Compas)
  - 이노센스 종류 : 장비형
  - 이노센스 형상 : 침
- 이노센스

헤븐 컴퍼스(Heaven Compas : 天針)
북 맨의 이노센스
이노센스의 힘
무수히 많은 검은 침들이 자유자재로 집합하거나 분산되어 공수 만능으로 활동이 가능하다.
형태
평소에는 지니고 있는 두루마리 속에 숨겨져 있다.
발동 시에는 두루마리 속에서 무수히 많은 검은 침들이 뿜어져 나온다.
- 기술
- 주박의 침. 노스 크라임(綢縛針. North Crime)
  - 지정 대상에게 무수히 많은 침을 꽂아 구속하는 기술 자백을 받을 상대를 상처없이 구속하는 것이 가능하다.
- 가호의 침. 이스트 크라임(加護針. East Crime)
  - 지정 대상 주위에 무수히 많은 침의 결계를 두르는 기술 이 기술을 쓸 때는 공격이 불가능해진다.

성우 - 아오노 타케시 / 강구한
데이샤 베리(Daisya Barry)본작의 엑소시스트
티에도르 부대의 일원으로 칸다와 마리의 동료이다. 노아 일족의 엑소시스트 사냥 때 티키에게 심장을 먹혀 죽었다.
- 프로필
  - 나이 : 향년 19살
  - 생일 : 4월 5일
  - 별자리 : 양자리
  - 혈액형 : A
  - 신장 : 169
  - 체중 : 58
  - 국적 : 터키
  - 좋아하는 것 : 상어 고기
  - 싫어하는 것 : 따분함
  - 취미 : 축구
  - 이노센스 명칭 : 신의 종소리를 울리는 축구공, 성당의 종 <체리티 벨>(Cherity Bell)
  - 이노센스 종류 : 장비형
  - 이노센스 형태 : 구슬
- 이노센스

체리티 벨(Cherity Bell)
데이샤의 이노센스, 티키에 의해 파괴되었다. 구슬 형태긴 하지만 데이샤는 축구공처럼 사용한다.
이노센스의 힘
구슬이 상대에게 충돌하면, 충돌 시의 충격으로 상대의 내부의 소리의 공명 현상이 생기면서, 상대는 내부에서부터 파괴된다.
형태
평소에는 데이샤의 제복 모자 끄트머리에 달려 있는 구슬 형태이다.
발동 시에는 구슬이 모자에서 떨어지면서 크기가 축구공 크기로 커진다.
성우 - 야나카 히로시
노이즈 마리(Noise Marie)본작의 엑소시스트
티에도르 부대의 멤버 중 한 명이며 앞이 보이지 않은 맹인(盲人) 음악가
거구의 체격을 갖고 있는 인물
앞은 보이지 않지만 청력(聽力)은 음악가라는 특성 때문인지 매우 뛰어나며 부대에서는 레이다 역할도 맡고 있다. 여러 난잡한 소리 가운데서도 <AKMA>가 내는 소리나 동료들이 내는 소리를 정확히 구분할 정도
칸다가 어린시절 때부터 알고 지내던 동료 평소엔 무뚝뚝한 칸다도 마리한테는 그래도 조금은 친절하게 대한다.
- 프로필
  - 나이 : 29세
  - 생일 : 7월 15일
  - 별자리 : 게자리
  - 혈액형 : O
  - 신장 : 200
  - 체중 : 110
  - 국적 : 오스트리아
  - 좋아하는 것 : 붕어빵
  - 싫어하는 것 : 함정
  - 취미 : 클래식 음악 감상
  - 이노센스 명칭 : 심판을 부르는 장엄한 선율, 성인의 시편 <노엘 오르가논>(Noel Organon)
  - 이노센스 종류 : 장비형
  - 이노센스 형태 : 현(絃)
- 이노센스

노엘 오르가논(Noel Organon)
마리의 이노센스 마리는 가끔씩 이 이노센스의 현을 이용해 음악을 연주하기도 한다.
이노센스의 힘
현을 퉁기면 그 현에서 <AKMA>를 파괴하는 힘을 지닌 음파가 발산되며 장엄한 음률을 연주한다. 그 음률은 <AKMA>에게 신의 심판을 내리는 장엄한 성인의 음악과도 같다.
형태
평소에는 마리의 열 손가락에 낀 골무 반지 안에 감겨 있다.
발동 시에는 골무 반지에서 수많은 현이 발산된다.
- 기술
- 제 2개방. 노엘 오르가논 <탄식의 선율>
  - 현으로 <AKMA>를 포착해 선율을 연주한다. 이 기술은 덩치 큰 적이나 광범위한 공격에 최적이다.

성우 - 야나다 키요유키
챠오지 한(Chaozii Han)아니타가 이끄는 서포트 조직의 3등 항해사였으나 방주 전투에서 이노센스와 싱크로해 엑소시스트 견습생으로 입단한다.
자신이 속해있던 서포트 조직을 가족처럼 여기고 사랑하며 그 조직이 노아와 <AKMA>에 의해 절멸하자 그들을 절대로 용서할 수 없다고 단언한다. 그 이유 때문에 알렌이 노아 일족인 티키를 구하려고 했을 땐 알렌을 잠시 동안 적으로 돌리기도 하는 살짝 융통성(주관적 생각) 없는 모습을 보였다.
알렌이 노아의 숙주라는 이유로 적으로 간주되자 이 꽉막힌 성격은 더 강하게 발현된다.
- 프로필
  - 나이 : 21세
  - 생일 : 5월 4일
  - 별자리 : 황소자리
  - 혈액형 : O형
  - 신장 : 170
  - 체중 : 63
  - 국적 : 중국
  - 좋아하는 것 : 아니타
  - 싫어하는 것 : 위선자
  - 취미 : 낚시
  - 이노센스 명칭 : 엄청난 완력의 무쇠 팔, 세례의 팔찌(Arm of Bap-Tism)
  - 이노센스 종류 : 장비형
  - 이노센스 형태 : 팔찌

성우 - 미야노 마모루
수만 다크(Suman Dark)본작의 엑소시스트
원터즈 소카로 원수 부대의 대원, 알렌과 똑같이 기생형 이노센스 적합자이다.
본래 검은 교단에 들어가는 것을 거부했지만 딸의 난치병 수술비를 들이기 위해 어쩔 수 없이 교단에 입단한다. 그 후 그는 내색은 안 하지만 마음 깊은 곳에서는 계속 가족을 그리워하며 늘 돌아가고 싶어한다.
노아 일족인 티키 믹과의 싸움에서 죽을 위기에 처할 때 죽음에 대한 공포와 가족에 대한 그리움 때문에 목숨을 구걸한 후 티키의 조종에 의해 검은 교단의 파인더 부대 위치 정보를 흘리게 되고 결국 그런 그의 행동을 배반 행위로 여긴 이노센스가 수만을 폭주작인 '이반'으로 만들어버린다.
알렌과 조우한 후 알렌의 목숨을 건 노력 덕분에 이반 형태에서 해방되지만 결국 티키의 골렘인 '티즈'가 전부 다 먹어치워 소멸한다.
- 프로필
  - 국적 : 독일
  - 나이 : 향년 33세
  - 생일 : 5월 16일
  - 별자리 : 황소자리
  - 혈액형 : A
  - 신장 : 177
  - 체중 : 68
  - 좋아하는 것 : 딸, 아내의 요리
  - 싫어하는 것 : 권력
  - 취미 : 체스(하지만 늘 진다.)
  - 이노센스 명칭 : 바람과 일체화 된 오른팔, 명칭은 불명(애니메이션에서는 '브레이크 윈드'라는 명칭을 붙였다.)
  - 이노센스 종류 : 기생형
  - 이노센스 형태 : 로봇 오른팔

성우 - 고우다 호즈미
티모시 허스트(Tymosy Hust)검은 교단의 엑소시스트
현재 엑소시스트들 중 최연소 엑소시스트
여자를 밝히고 장난을 좋아하며 놀고먹기를 좋아하는 건 흡사 저스데비와 비슷하다.
자신의 이노센스를 불완전하게 사용해 사람에게 빙의해 그 사람을 마음대로 조종하고 다녔으며 이 능력을 이용해 '괴도 G'라는 예명으로 도둑질을 시작 도둑질을 한 돈으로 폐쇄 위기에 처한 허스트 고아원을 어떻게든 이어나가려고 애쓴다. 하지만 알렌, 칸다, 마리에게 들켜 결국 이노센스 적합자라는 것이 확인되어 강도 짓을 그만두고 자신의 잘못을 반성한 뒤 검은 교단에 들어가 크라우드 원수의 제자로 입단한다.
고아원에서 보모 역할을 하는 에밀리아를 짝사랑하고 있으나 본인이 솔직하게 그 말을 표현하지 못하고 늘 에밀리아에게 짖궂은 장난을 치는 형식으로 그 스트레스를 푼다. 하지만 에밀리아는 티모시의 마음을 확인하고는 티모시가 엑소시스트로 입단할 때 자신도 티모시의 가정교사로 검은 교단에 입단한다.
어렸을 적에 강도였던 아버지가 에밀리아의 아버지인 갈마 경위에게 쫓겨 궁지에 몰렸을 때 아버지는 어린 아들인 티모시에게 강제적으로 자신이 훔친 보석을 삼키게 했는데 이 보석이 이노센스였으며 이노센스는 적합자의 신체에 들어가 이마에 기생하게 되었다. 하지만 이 때의 기억이 트라우마로 남았기 때문에 티모시는 에밀리아나 고아원 원장수녀님을 제외한 모든 어른들을 믿지 못하게 되어 버렸다.
고아원에 이노센스 제거를 위해 레벨2 2마리 레벨3 1마리 레벨4 1마리의 <AKMA> 군단이 쳐들어왔을 때 에밀리아가 위기에 처하자 자신의 이노센스의 진면목을 발휘해 에밀리아를 구하고 엑소시스트로써 당당히 자리매김한다.
- 프로필
  - 나이 : 9
  - 생일 : 불명
  - 별자리 : 불명
  - 혈액형 : 불명
  - 신장 : 153
  - 체중 : 38
  - 국적 : 미국
  - 좋아하는 것 : 에밀리아, 허스트 고아원
  - 싫어하는 것 : 갈마 경위(에밀리아의 아버지), 아버지, 어른들
  - 취미 : 장난, 공부 땡땡이
  - 이노센스 명칭 : <AKMA>에게 빙의해 이노센스가 되는 힘, The Ghost <츠키카미>(憑神)
  - 이노센스 종류 : 기생형
  - 이노센스 형태 : 이마에 박힌 구슬
- 이노센스

츠키카미(憑神)
티모시의 이노센스, 머리에 박힌 구슬이 이노센스의 힘을 낸다. 티모시는 지금까지 이노센스로 사람에게 빙의하는 불완전한 방식을 사용해왔었다.
이노센스의 힘
<AKMA>에게 자신의 영혼을 빙의시켜, 빙의한 <AKMA>를 이노센스화 시키는 아주 특이한 이노센스 빙의한 <AKMA>의 다크매터 능력은 이노센스의 힘으로 정화되어 티모시 본인이 그대로 사용할 수 있게 되며 신체 능력이나 강함도 물론 티모시 차지이다. 이노센스를 시전하게 되면 '세컨드'라 불리는 영체(靈體)가 등장하게 되는데 이 영체는 성인이 된 티모시의 모습을 하고 있으며 이 영체는 티모시가 이노센스를 사용할 때 옆에서 서포트하는 역할을 한다.
형태
이마에 박힌 커다란 구슬의 형태
- 기술
- 인간 빙의
  - 이노센스의 불완전한 방식으로 인간에게 자신의 영혼을 빙의시키는 기술
- <AKMA> 빙의
  - <AKMA>에게 빙의하여 빙의한 <AKMA>를 이노센스로 바꾸는 기술 얼마나 <AKMA>에게 많이 빙의했느냐에 따라 싱크로율이 올라가는 것이 특징이며, 처음 츠키카미를 사용했을 땐 레벨2까지가 빙의의 한계였다.

헤브라스카(Heavlaska)검은 교단의 엑소시스트
교단 본부의 최심층에 살고 있으며 신입으로 들어오는 모든 적합자들의 이노센스를 판별하는 역할을 한다.
인간의 형상이 아닌 거대한 여신의 모습을 하고 있으며 자신의 체내에 전 세계에 떠돌던 이노센스를 보관하는 역할을 한다. 그 보관 구멍은 총 109개
새로 들어온 적합자들에게 가끔씩 미래의 예언을 하곤 하는데 그 예언은 굉장히 잘 맞는다.
본래 중앙청의 대표 권력자 가문인 루베리아 家에서 간택된 '성녀'였으며 본래는 인간이었지만 큐브를 받아들임으로서 현재 지금의 모습이 되었다.
교단 창설 때부터 지금까지 100년 간 교단의 모든 모습을 지켜본 존재, 리나리와 마찬가지로 그녀에게 교단은 이제 자신의 전부다.
- 프로필
  - 나이 : 불명(약 100년 전 검은 교단의 창설 때부터 재적)
  - 생일 : 불명
  - 별자리 : 불명
  - 혈액형 : 불명
  - 신장 : 1555(추정)
  - 체중 : 불명
  - 국적 : 구(舊) 영국
  - 좋아하는 것 : 교단
  - 싫어하는 것 : 중앙청
  - 취미 : 코무이와 수다 떨기
  - 이노센스 명칭 : 모든 것의 시작이자 과거로부터의 메시지, 이노센스의 모태 <큐브>
  - 이노센스 종류 : 기생형
  - 이노센스 형태 : 정육면체의 상자

### 과학반
코무이 리(Komui Lee)본작의 검은 교단 실장
검은 교단 본부의 총사령관인 '실장'이자 과학반의 대장을 맡고 있는 천재 과학자, 리나리 리의 친오빠이다.
여동생인 리나리가 이노센스 적합자라는 이유로 검은 교단에 끌려가고 생이별을 하게 되면서 여동생과 만나기 위해 검은 교단에 입단했다. 그로 인해 교단 안에서는 남매가 각각 본부 실장과 조수 및 엑소시스트로 활동하고 있다.
하얀 빵모자와 하얀 코트, 슬리퍼 차림을 하고 있다. 슬리퍼를 신고 있는 이유는 구두를 신으면 발냄새가 나서 리나 리가 싫어하기 때문이라고 한다.
리나리라면 껌뻑 죽을 정도로 리나리를 아끼고 사랑한다. 심지어 낮잠을 잘 때도 '리나리 시집갑니다.'라는 말만 들어도 곧바로 깨어날 정도, 그 사랑의 정도가 살짝 지나쳐 과잉보호로 이어지기 때문에 리나리 본인도 오빠의 사랑은 잘 알지만 늘 부담스러워하며 거절하기 일쑤이다.
교단의 총사령관으로써의 지도력이나 실무 능력은 늘 올라오는 서류 처리만 빼고는 완벽하지만 과학 분야의 일에서는 상당히 사고를 많이 치는 모양, 자신이 만드는 발명품(<코무링>, <코무비탄 B> 등등...)이 늘 트러블을 일으켜 검은 교단 괴멸 미수 사건을 일으킬 정도로 사고뭉치이다. 물론 그 사고의 처리는 항상 리나리나 다른 엑소시스트들 몫.
- 프로필
  - 직업 : 검은 교단 총사령관 '실장' / 과학반의 대장
  - 나이 : 30세
  - 생일 : 6월 19일
  - 별자리 : 쌍둥이자리
  - 혈액형 : AB
  - 신장 : 193
  - 체중 : 93
  - 국적 : 중국
  - 좋아하는 것 : 원두 커피(블루 마운틴), 리나 리
  - 싫어하는 것 : 정리정돈, 장차 리나리의 남편 될 놈
  - 취미 : 바느질, 발명

성우 - 코니시 카츠유키 / 故 김일
리버 웬헴(Reever Wenhamm)과학반의 반장
과학반 담당과 이노센스 개발은 물론 단복 제작의 일도 담당하고 있으며 술과 담배는 하지 않고있다.
실장 바로 아래 직책이다보니 상사인 코무이 때문에 이런저런 고생거리를 겪기도 하는 인물. 코무이가 저지르는 사고 및 코무이의 임무태만과 뺀질뺀질한 태도 때문에 늘 화를 낸다. 하지만 기본적으로는 코무이를 존경하고 있다.
호주인이라는 특성 때문에 금발에 턱수염을 기르고 있는 백인의 모습을 하고 있다.
과학반에 대한 애착이 강하며 코무이가 부재 시에는 과학반의 모두를 이끄는 부리더 역할을 하고 있다.
- 프로필
  - 직업 : 과학반 반장
  - 나이 : 27살(코무이보다 더 나이들어 보임)
  - 생일 : 9월 8일
  - 별자리 : 처녀자리
  - 혈액형 : A
  - 신장 : 185
  - 체중 : 80
  - 국적 : 오스트레일리아
  - 좋아하는 것 : 탄산음료(레몬소다, 콜라 등등)
  - 싫어하는 것 : 술, 담배, 임무태만인 상관(코무이)
  - 취미 : 사격

성우 - 오키아유 료타로 / 정재헌
조니 길(Joeny Gill)
칸다와 함께 교단을 탈출, 알렌을 찾아 헤맨다. 알렌과 재회했으나 천년백작의 개입으로 위기를 맞는다.
탭 돕(Tap Dop)

### 그 외의 교단 본부 인물
제리(Jerry)= 일명 요리사

### 원수(元秀)
크로스 마리안(Cross Marian)본작의 검은 교단 원수
알렌의 스승임과 동시에 알렌에게 있어서 가장 무섭고 끔찍한 인물.
검은 교단 원수이긴 하지만 그 행태는 실로 불량, 태만, 껄렁하며 술과 여자, 도박과 담배를 사랑해 그것에 푹 빠져 지내는 프리덤하고 방탕한 성격 그 성격 개 못주고 알렌을 제자로 거둬들였을 때도 늘 알렌에게 잡수발을 시키며 자신의 빚더미를 몽땅 껴안겼다. 물론 당한 알렌은 죽을 맛
여기저기서 빚을 엄청나게 지고 있으며 그 빚의 양만 해도 기본적으로 100기니를 넘을 정도의 파격적인 금액 알렌에게만 돈을 떠넘기는 것은 아니고 자신에게 걸린 모든 사람들에게 전부 다 빚을 떠넘기는 듯 하며 대표적으로 노아 일족의 저스데비가 희생자이다.
행태는 불량하지만 실력만큼은 확실하며 검은 교단 내에서도 유일하게 <AKMA> 개조가 가능한 과학자이자 온갖 마법에 능통한 마술사이기도 함
전투 실력도 스페셜리스트이며 알렌과 라비를 때려눕힌 각성한 티키를 압도적으로 제압하는 놀라운 실력을 보였다.
14번째를 도와 알렌을 14번째로 바꾸려는 계획을 실행하려 했다는 이유로 아포크리포스의 총격을 받고 큰 중상을 입은 뒤 행방불명이 된다.
- 프로필
  - 직업 : 검은 교단 원수 / 방랑객
  - 나이 : 불명
  - 생일 : 7월 31일
  - 별자리 : 사자자리
  - 혈액형 : AB
  - 신장 : 195
  - 체중 : 82
  - 국적 : 불명
  - 좋아하는 것 : 비싼 술(로마네 콩티), 멋진 여자
  - 싫어하는 것 : 더러운 사내 놈들
  - 취미 : 환락가 순례
  - 특기 : <AKMA> 개조, 다양한 마술
  - 이노센스 명칭 : 뇌에 작용하는 금기의 비술, 성모의 관 <그레이브 오브 마리아> / 지옥의 끝까지 추적해 심판을 내리는 총, 단죄자 <저지먼트>
  - 이노센스 종류 : <그레이브 오브 마리아>는 기생형 / <저지먼트>는 장비형
  - 이노센스 형태 : <그레이브 오브 마리아>는 여성 엑소시스트의 시체 / <저지먼트>는 대구경 리볼버 총
- 이노센스

그레이브 오브 마리아(Grave Of Maria)
크로스의 이노센스 평소엔 십자가 무늬의 검은 관에 마술로 봉인되어 있지만 크로스는 전투 시에 일시적으로 봉인을 해방해 싸우기도 한다. 크로스의 명령만을 듣는다.
저지먼트(Judgement)
크로스의 이노센스, 크로스의 오른쪽 허벅지에 장착되어 있으며 크로스는 유일하게 이노센스를 2개 소유하고 있는 엑소시스트이다.
이노센스의 힘
<그레이브 오브 마리아> : 마리아가 노래를 부르면 그 노래가 지정한 대상의 뇌에 침투해 그 뇌를 마음대로 다룬다. 이 기술로 환각을 보여줄 수도 있고 지정한 대상을 마음대로 조종하는 것도 가능하다.
<저지먼트> : 총에서 이노센스의 탄환을 발사 그 탄환은 타깃에게 착탄하기 전까지는 무슨 일이 있어도 절대 멈추지 않는다.
형태
<그레이브 오브 마리아> : 붉은 장미로 장식한 칠흑같이 검은 드레스에 얼굴에 착용한 나비 모양의 요사스러운 검은 가면이 특징인 여성 엑소시스트의 시체, 아름다운 모습이긴 하지만 뭔가 말로 표현 못 할 오싹한 위화감이 돈다. 본래 시체를 다루는 술법은 금기로 치부되지만 크로스는 어찌된 일인지 시체를 다루고 있다.
<저지먼트> : 순백의 바탕에 금박 장식이 새겨진 대구경 리볼버 총, 총 특성상 발사할 수 있는 탄환은 총 6발이지만 크로스는 그것만으로도 충분한 모양.
- 기술
- 막달라 커튼(Makdalla Kertain : 성모의 가호)
  - <그레이브 오브 마리아>의 기술, 마리아가 부르는 찬송가가 상대방의 뇌에 침투해 시각적인 환술을 건다. 이 환술에 걸린 상대는 크로스가 지정한 대상을 전혀 보지도 못하고 감지하지도 못하게 된다.
- 카르테 가르데(Karte Garde : 뇌 조종)
  - <그레이브 오브 마리아>의 기술, 마리아가 부르는 찬송가가 상대방의 뇌에 침투해 뇌를 크로스의 의지대로 조종시킨다. 조종되는 상대는 자신의 의식은 그대로지만 신체의 자유가 구속되며 크로스가 원하는 데로 움직일 수밖에 없어진다.
- 사격
  - <저지먼트>의 기술, 추적 기능이 있는 호밍 탄환을 발사, 타깃에 맞기 전까지는 장애물에 박혀도 탄환의 궤도가 바뀌어도 끝까지 타깃을 쫓아간다.
- 원죄의 화살
  - <저지먼트>의 기술, 저지먼트의 몇 안되는 기술 중 하나이며 저지먼트의 형태가 커다란 보우 건 비슷하게 변한다. 총신 자체에 이노센스를 둘러 파괴력을 강화시키는 동시에 보우 건 형태로 사정거리까지 늘려 본래 힘에서 더욱 강한 힘을 낼 수 있다.

성우 - 토치 히로키 / 강구한
플로와 티에도르(Floir Tiedor)본작의 검은 교단 원수
칸다와 마리의 스승이며, 엑소시스트인 동시에 예술을 사랑하는 화가이기도 하다.
늘 캔버스나 붓 같은 화구(畵具)를 지니고 다니며, 이노센스의 적합자를 찾는 도중에도 인상적인 풍경은 꼭 잊지 않고 그림으로 그려둔다.
자신의 제자들을 아끼고 사랑하지만, 칸다는 그런 티에도르 원수를 상당히 마음에 안 들어한다.
아이들에게 친절하지만 코무이처럼 그 친절의 정도가 종종 지나치는 경우가 있어 작은 오해를 낳기도 한다.
분쟁이나 다툼, 싸움을 싫어하는 평화주의자이지만 일단 한 번 전투 시에는 어마어마한 전투력을 자랑한다.
- 프로필
  - 직업 : 검은 교단 원수 / 화가
  - 나이 : 41세
  - 생일 : 4월 19일
  - 별자리 : 양자리
  - 혈액형 : O형
  - 신장 : 180
  - 체중 : 85
  - 국적 : 프랑스
  - 좋아하는 것 : 예술, 자신의 제자들
  - 싫어하는 것 : 숫자
  - 취미 : 스케치
  - 이노센스 명칭 : 이 세계를 수호하는 아름다운 힘, 낙원의 조각 <메이커 오브 에덴>
  - 이노센스 종류 : 장비형
  - 이노센스 형태 : 정교한 조각이 새겨진 끌과 금박이 새겨진 십자가 형태의 거대 망치
- 이노센스

메이커 오브 에덴(Maker Of Eden)
낙원이라는 이름 그대로 아름답고 예술적인 전투방식을 자랑하는 이노센스, 티에도르 원수의 화가로써의 구상력과 예술성이 더해져 훨씬 더 강력한 위력을 자랑한다.
이노센스의 힘
예술의 이노센스인만큼 그 힘의 근원은 티에도르 원수의 상상력, 티에도르 원수가 상상하는 형태가 강하면 강할수록 이노센스도 그에 싱크로해 자신의 힘을 강화시킨다. 티에도르 원수의 본 직업의 화가이다 보니 언제나 그의 머릿속엔 특별한 상상들이 가득 차 있다.
형태
정교한 장식이 되어 있는 작은 끌과 세트로 이루어진 십자가 형태의 큰 망치. 이노센스를 발동하면 끌에서 대량의 빛이 발산되면서 거대한 끌 형태로 변하며 그 끌과 십자가 망치가 빛의 줄로 이어진다. 발동 방법은 그 끌을 땅에다 대고 망치로 세게 박는 것.
- 기술
- 아트(Art)
  - 티에도르 원수의 상상력이 이루는 예술의 힘, 메이커 오브 에덴을 발동한 순간 티에도르 원수의 주위에서 새하얗고 우아한 자태의 거인이 등장한다. 그 거인의 몸은 수북한 나무로 이루어져 있으며 강력한 전투력을 지니고 있다.
- 포용의 정원(뜰)
  - 검은 교단 내에서 최고의 방어력을 자랑하는 기술, 메이커 오브 에덴을 발동한 순간 티에도르 원수의 주위에서 무수히 많은 순백의 가시넝쿨들이 돋아난다. 그 가시넝쿨들이 티에도르 원수가 지정한 일정 범위를 둘러싸고 정원을 생성한다. 그 정원은 이노센스로 이루어진 최고의 결계. 베일처럼 부드럽게 둘러싸인 나무들과 아름다운 꽃들, 그리고 지저귀는 새들의 소리가 환상적인, 녹읍으로 둘러싸인 예술의 정원이다.

성우 - 하시 타카야 / 양석정
크라우드 나인(Cloud Nine)본작의 검은 교단 원수
끝을 뾰족하게 묶은 늘어뜨린 금발과 얼굴에 난 커다란 흉터가 특징인 여성
무뚝뚝하고 엄격해 보이지만 배려심 많고 따뜻한 성격
동물을 좋아한다. 그녀의 이노센스인 라우 시 밍은 그녀에게 있어선 최고의 친구이자 가족
크로스를 인정하고는 있지만 그의 방탕한 성격은 정말로 싫어한다. 하지만 크로스는 크라우드에게 자꾸 집적(?)대곤 한다.
- 프로필
  - 직업 : 검은 교단 원수 / 전직 서커스 동물 조련사
  - 나이 : 33세
  - 생일 : 11월 1일
  - 별자리 : 전갈자리
  - 혈액형 : B형
  - 신장 : 173
  - 체중 : 52
  - 국적 : 미국
  - 좋아하는 것 : 블루 치즈, 동물
  - 싫어하는 것 : 구제불능인 남자(크로스)
  - 취미 : 라우 시 밍 돌보기
  - 이노센스 명칭 : 이노센스가 깃든 사나운 포효, 성수(聖獸) <라우 시 밍>
  - 이노센스 종류 : 기생형
  - 이노센스 형태 : 순백의 털로 뒤덮인 작고 귀여운 원숭이
- 이노센스

라우 시 밍
이노센스가 기생한 작고 귀여운 원숭이 늘 크라우드 원수의 어깨 위에 앉아있으며 가끔씩 털을 손질하고는 한다. 크라우드 원수 이외의 인간에게는 별로 마음을 열지 않는 듯 하다.
이노센스의 힘
원숭이 특유의 날렵함과 유연함, 그리고 이노센스의 힘으로 생긴 초 괴력과 신체 능력으로 막강한 전투력을 자랑한다. 자신보다 덩치가 큰 상대도 한 방에 날려버린다.
형태
순백의 털로 뒤덮인 작고 귀여운 원숭이, 발동하면 거대한 악마 대적 동물인 흉폭한 성수로 변신한다.
- 기술
- 격투
  - 흡사 야생의 모습을 떠올리게 하는 거칠고도 날렵한 격투술, 작고 귀여웠던 모습과 갭이 상당히 심하다.
- 파갑포(破鉀砲) <라우 건즈>
  - 라우 시 밍이 반으로 갈라지면서 그 사이에서 격렬한 열 광선을 발사하는 기술.

성우 - 혼다 치에코
윈터즈 소카로(Winters Socalo)본작의 검은 교단 원수
무시무시하게 생긴 갑주로 전신을 둘러싸고 있으며, 갑옷을 벗은 본 모습도 상당히 흉악하게 생긴 남성
우락부락한 덩치에 단단한 근육질이며 엑소시스트 중에서도 몇 안되는 무투파.
전직 사형수 출신이며 직업병인지는 몰라도 살육을 즐기며 피 보는 것을 굉장히 좋아한다.
냉혹하고 무자비하며 자신의 부대에 들어온 제자들이 죽어도 약자취급하면서 눈곱만큼도 신경을 쓰지 않는 비정함을 보인다.
- 프로필
  - 직업 : 검은 교단 원수 / 전직 사형수
  - 나이 : 40세
  - 생일 : 3월 18일
  - 별자리 : 물고기자리
  - 혈액형 : B형
  - 신장 : 205
  - 체중 : 126
  - 국적 : 멕시코
  - 좋아하는 것 : 죽여도 되는 것
  - 싫어하는 것 : 규칙
  - 취미 : 살육
  - 이노센스 명칭 : 피의 비를 부르는 단두대의 날, 흉검(凶劍) <매드니스>(神狂)
  - 이노센스 종류 : 장비형
  - 이노센스 형태 : 쌍검
- 이노센스

매드니스(Medness / 神狂)
소카로 원수의 이노센스, 평소엔 갑주 양 쪽의 어깨에 장착하고 있다.
이노센스의 힘
말 그대로, <AKMA>를 도륙하는 검. 매드니스가 지나간 자리는 전부 다 피바다로 잔인하게 물든다.
형태
황금빛으로 빛나는 톱날 형태의 쌍검, 전투시엔 하나로 이어서 사용한다.
- 기술
- 살육
- 데델파
  - 매드니스의 검신에 이노센스의 화염을 두른 다음, 상대방을 도륙하는 것과 동시에 불태워 재로 만드는 기술.

성우 - 와카모토 노리오
케빈 예이거(Kevin Yeegar)본작의 검은 교단 원수
원수들 중 가장 고령이며 항상 최전선에서 싸워온 노익장
노아 일족의 하트 사냥 때 로드와 티키의 습격을 받아 결국 원수들 중 가장 빨리 생을 마감한다.
원작에서는 그의 과거가 나오지 않았지만 애니메이션에서는 오리지널 스토리로 그의 과거가 나온다. 본래, 한 학교의 선생이었던 그는 자신이 가르치던 학생들 중 친한 친구를 잃은 소녀인 '조안느'가 천년백작에 의해 <AKMA>가 되어 자신의 반 친구들을 살인할 때, 자신이 나약해 학생들을 지켜주지 못했다는 죄책감에 시달린 후 그런 희생을 두 번 다시 내지 않기 위해 엑소시스트로 전업했다.
- 프로필
  - 직업 : 검은 교단 원수 / 전직 교사
  - 나이 : 69세
  - 생일 : 6월 23일
  - 별자리 : 게자리
  - 혈액형 : A
  - 신장 : 166
  - 체중 : 61
  - 국적 : 영국
  - 좋아하는 것 : 어린이
  - 싫어하는 것 : 비
  - 취미 : 창작 요리
  - 이노센스 명칭 : 원작에서는 나오지 않았으나, 애니메이션에서는 끝에 날카로운 창이 달린 체인 형태로 등장했다.
  - 이노센스 종류 : 장비형(추정)
  - 이노센스 형태 : 날카로운 창이 달린 체인
- 이노센스

불명
예이거 원수의 이노센스, 원작에서는 아예 등장하지 않았으나 애니메이션에서는 끝에 날카로운 창이 달린 체인 형태로 등장했다.
이노센스의 힘
불명
형태
날카로운 창이 달린 체인
성우 - 카와쿠보 키요

### 아시아 지부
벅 창(Bak Chang)검은 교단 아시아지부의 지부장
고대 비술의 힘을 이어받은 일족 중 한 명인 독일계 중국인
아시아지부의 지부장이긴 하지만 아시아지부가 굉장히 넓은지라 길을 잃기도 하는 모양이다. 전에도 길을 잃어 아시아지부 비밀 예배당에서 2주일한 고생을 한 경험이 있다.
극도로 흥분하거나 긴장하면 얼굴에 심각한 두드러기가 일어나는 증세를 보인다.
리나리를 짝사랑하고 있으며 몰래카메라를 촬영하는 특이한 취미를 갖고있어 몰카로 촬영한 리나리의 사진을 잔뜩 갖고 있다. 그렇기 때문에 그 사실을 알고 있는 알렌이 가끔씩 벅한테 코무이에게 일러바치겠다고 장난 삼아 협박하곤 한다 코무이도 벅이 리나리에게 관심을 가지고 있다는 사실을 알고 있기 때문에 개인적으로 리나리에게 절대 접근 못 하게 한다.
- 프로필
  - 나이 : 30세
  - 생일 : 11월 11일
  - 별자리 : 전갈자리
  - 혈액형 : A
  - 신장 : 168
  - 체중 : 68
  - 국적 : 중국
  - 좋아하는 것 : 리나 리
  - 싫어하는 것 : 뱀, 부조리한 폭력
  - 취미 : 몰래촬영(리나리 한정)

성우 - 미키 신이치로 / 정재헌
포(FO)검은 교단 아시아지부의 파수꾼
인간이 아닌 벅 창의 증조부가 만들어 낸 수호신의 결정체. 평소엔 봉인되어 있는 문 속에 잠들어 있으며 실체화하면 작은 소녀의 모습으로 나타난다.
노아 일족인 티키에게 당하여 대나무 숲에 쓰러져 있는 알렌을 구출하여 아시아지부로 인계한 것을 계기로 알렌은 그녀를 생명의 은인으로 여긴다.
자유자재로 모습을 바꾸는 능력을 갖고있어 이를 통해 벅을 골탕먹이고 놀리기까지하는 재주를 갖고 있지만 자신의 감정상에서는 솔직하지 못한 편이다. 알렌이 이노센스 재활 훈련을 하면서 괴로워할 때 롯파의 모습으로 변신하고 알렌을 위로해주는 등 다정한 모습을 보인다.
성우 - 토미나가 미이나
웡(Wong)검은 교단 아시아지부 지부장 보좌관
연령상 최고령의 백발 노인이었지만 검은 교단의 사무적 특성 때문에 교단 안에서는 젊은 벅 창보다 직급이 아래여서 상관격인 벅에게는 깍듯하고 헌신적인 태도를 보인다.
젊은 상관을 보좌하느라 고생거리가 심하고 꼼짝을 못하는 때가 거의 많다.
가정적이며 온갖 잡수발에 능하고 보좌관 역에도 손색이 없다.
성우 - 시바다 히데카츠 / 김영진
리케이(Likey)검은 교단 아시아지부 견습생
같은 곳에서 일하는 롯파의 짝사랑을 도와주는 역할을 하며 리나리에게 한 눈에 반한 후로 롯파와 함께 검은 교단 본부에서 근무하기를 희망하고 있다.
성우 - 후쿠야마 쥰
로파Pottpa)검은 교단 아시아지부 견습생으로 입단한 여성.
맹한 성격에 천방지축이 심해서 머리에 걸쳐둔 안경을 제대로 찾지 못하는 성격이 있으며 알렌에게 한 눈에 반한 후로 리케이와 함께 검은 교단 본부에서 근무하기를 희망하고 있다.
성우 - 사카모토 마아야
시프(Sip)검은 교단 아시아지부에 새로 입단한 과학반 신참
작중 등장인물 중 유일하게 국적이 대한민국으로 설정되어 있다.
이국적인 이름이었지만 국적상 대한민국이었다는 점 때문에 실제 일각에서는 '시후'라는 이름으로 불리기도 했다.
리케이나 로파와 마찬가지로 검은 교단 본부에서 근무하기를 희망하지만 순수하게 과학자로서의 자질을 가지면서 근무를 희망하고 있다.
냉철하고 침착한 성격이나 감정 표현이 약한 면이 있으며 가끔 일침을 가하는 발언도 한다. 리케이,로파와도 친한 사이이며 그 중에서 리더쉽을 발휘하기도 한다.
국적상 대한민국으로 설정되어 있다는 점 때문에 실제 한국 독자들 사이에서도 화제와 주목을 받는 캐릭터로 알려지기도 했다. 이름은 시후가 맞으며, 처음 등장할 당시엔 국적관련 힌트같은 것도 없었고 정보가 제한된 번역자에겐 일본어의 특징상 시후인지 아닌지 알 도리가 없었기 때문에 정보가 잘 알려지지 않았다고 한다.
성우 - 시모노 히로 / 전광주

### 서포터
아니타(Anita)검은 교단의 서포터.
선친(어머니)이 선대(先代)시절 교단의 서포터로 일했기 때문에 후손인 자신도 검은 교단에서 서포터를 맡고 있다.
개인적으로 크로스에게 연정(戀情)을 품고 있다.
크로스의 행방을 쫓아 중국으로 온 리나리 일행에게 크로스가 일본으로 향했다는 정보를 알려준 뒤, 자신도 엑소시스트를 호위하기 위해 리나리 일행과 동행해 일본까지 배를 타고 항해를 한다. 하지만 항해 도중 레벨 3의 <AKMA>의 공격을 받고 결국 전신에 바이러스가 감염되어 죽는다.
성우 - 타카야마 미나미
마호자(Mahoja)검은 교단의 서포터이자 아니타의 보좌역.
성별 상 여성이나 험상궃은 얼굴과 거구에 가까운 체격, 그리고 힘이 천하장사격이라 남성 못지 않은 스타일을 갖고 있으며 스킨 헤드(대머리)풍의 스타일을 갖고 있다.
아니타에게 헌신적이며, 크로스가 타고 가던 배가 격침당했다는 소식을 들은 후 절망해 있던 아니타를 보고 안쓰러워하다가 리나리 일행과 동행한 후 활력을 되찾은 아니타를 보고는 마음을 놓는다.
하지만 결국 아니타와 같이 전신에 <AKMA>의 바이러스가 퍼져 죽고 만다.
성우 - 혼다 타카코

### 중앙청(中央廳)
말콤. C. 루베리에
중앙청의 장관이자 실세. 최초의 엑소시스트인 '성녀' 헤브라스카를 배출한 이후 100년 간 중앙청과 검은 교단을 장악해온 루베리에 가문의 일원이다. 그가 어릴 적에는 헤브라스카가 루베리에 가문에서 나왔다는 이유만으로 가문의 숱한 일원들이 엑소시스트 양성 실험체로 희생되었다. 그에게는 아직도 그 시절에 대한 트라우마가 일부 남아있으며, 그 때문에 헤브라스카를 경멸하고 증오하는 모습을 보인다.
성전에서의 승리만이 목표이며, 주변 사람들을 도구로만 취급하는 성향을 보인다. 세컨드 엑소시스트 계획(엑소시스트 부활 계획), 서드 엑소시스트 계획(AKMA의 능력을 가진 엑소시스트 양성 계획)을 추진해온 사람이며, 네아의 부활이 가까워지자 그를 자신의 편으로 끌어들이려 한다.
제빵이 취미이고 실력도 뛰어나다.

#### 까마귀(烏)
하워드 링크
금발 생머리를 항상 땋고 다니며, 이마 위의 6개 차크라와 사슴뿔 모양의 눈썹이 특징적인 20세 청년.
원리원칙에 목매는 사람. 깐깐하고 냉철하며 다소 무뚝뚝한 면도 있다. 제빵이 취미인데, 루베리에 장관의 영향을 받은 것으로 추정된다. 물론 그 실력 또한 수준급.
처음 검은 교단에서 활동을 시작할 당시에는 '감사관'이라고만 알려졌지만, 사실은 루베리에 장관에 의해 키워진 까마귀들 중 하나. 어릴 적 마다라오, 토쿠사, 테와쿠, 키레도리, 고우시와 함께 걸인 생활을 하다가 중앙청에 인도되어, 각종 마법을 배우고 까마귀의 일원으로 편입되었다. 감사관으로서 알렌의 노아화를 감시하는 임무를 수행함과 동시에 루베리에의 비서로서 활동했다. 아포크리포스와의 전투 이후 공식적으로는 사망 처리되고 루베리에에게 네아의 신임을 얻어내라는 명령을 받는다.
성우 - 타치바나 신노스케
마다라오
걸인으로 살다가 까마귀로 편입된 6인 중 하나. 남성.
서드 엑소시스트 계획에 투입되어, 플랜트의 파편을 주입당한 알마 카르마의 세포가 체내에 이식되었다. 노아 일족의 계획으로 인해 알마 카르마가 폭주하기 시작하자, 그 여파로 마다라오의 신체 역시 폭주했다. 토쿠사, 테와쿠와 함께 노아들에게 납치당한 후 정신까지 다크매터에 지배당해 살아있는 AKMA가 되었다.
그 외의 정보는 불명.
토쿠사
걸인으로 살다가 까마귀로 편입된 6인 중 하나. 남성.
서드 엑소시스트 계획에 투입되었다. 엑소시스트가 된 것을 매우 감사하게 여기고 있으며, 내심 퍼스트 및 세컨드 엑소시스트를 부러워하고 있다. 노아 조이드(티키 믹)에 의해 양쪽 팔이 잘려나가 엑소시스트로서의 능력을 상실했다. 알마 카르마에 의한 신체 폭주로 같은 편인 엑소시스트들 및 과학반과 링크를 공격하기 시작한다. 알렌의 도움으로 체내에 있는 알마의 세포들을 통제하려 하지만, 알렌을 오해한 링크가 알렌을 저지해서 실패하고 노아 일족에게 납치된다.
테와쿠
걸인으로 살다가 까마귀로 편입된 6인 중 하나. 소녀.
역시 까마귀 중 하나로서 서드 엑소시스트 계획에 투입되었다. 다른 서드 엑소시스트들과 마찬가지로 링크를 모른 척 업무상으로만 대해왔지만(기억을 잃었을 가능성도 있다), 납치당하기 직전 무의식중에 링크를 부른다.
외로움을 많이 타서 혼자 있으면 두려워하고 끝내는 운다.
키레도리
걸인으로 살다가 까마귀로 편입된 6인 중 하나. 소녀...로 추정.
서드 엑소시스트로서 활동했다. 임무 수행 중 신체가 폭주하자 동행하고 있던 크로울리와 미란다, 소카로를 공격하게 되고, 소카로에게 죽임을 당한다.
고우시
걸인으로 살다가 까마귀로 편입된 6인 중 하나. 남성.
서드 엑소시스트로서 활동했으며 리나리, 티모시와 함께 임무 수행 중 신체가 폭주, 전투 중에 사망한다.

## 골렘
팀캠피(Tim-Can-py)
크로스 마리안 원수가 지니고 있는 황금빛의 골렘. 35년 전에는 네아의 소유였으나 이후 크로스 원수에게 양도되었다. 보통 무선 골렘과는 달리 자신이 본 영상을 그대로 저장해 메모리 형식으로 타인에게 보여줄 수 있으며 이동 속도가 빠르다. 또한 물건을 체내에 저장할 수 있고 자가복원이 가능하며 연주자의 악보를 지니고 있다. 감정이 있으며 식사하는 모습이 확인되긴 했지만 그건 많이 먹는 알렌을 흉내내는 것뿐이지 진짜로 식사하는 것이 아니다. 본래 크로스 원수가 지니고 있었으나 알렌에게 물려주었다.
- 프로필
  - 크기 : 직경 8 cm~(성장하는 골렘이다.)
  - 좋아하는 것 : 크로스 마리안, 알렌, 소녀
  - 싫어하는 것 : 들고양이(늘 잡아먹힌다.)
  - 취미 : 식사 놀이, 흡연
- 능력
  - 무선 및 유선 통신 : 일정 거리 내에서는 다른 골렘들과 마찬가지로 무선 통신이 가능하며 전화기에 연결하면 거리에 상관없이 통화가 가능하다.
  - 고속이동 : 평소의 몇 배 이상의 스피드를 낸다.
  - 자가복원 : 파괴되기 이전의 상태로 원상복귀한다.
  - 영상 저장 및 불러오기 : 자신이 본 영상을 모두 저장할 수 있고 소유자가 원하면 그것을 그대로 보여줄 수 있다.
  - 크기변화 : 다른 골렘들과 비슷한 크기부터 사람 한둘쯤 입 안에 넣고 돌아다닐 수 있는 크기까지 다양한 크기로 변화할 수 있다.
  - 마법 : 부적 없이도 마법 시전이 가능하다.
  - 보관 : 물건 등을 체내에 보관할 수 있다.
  - 방주 내 공간이동 : 방주 안의 악마공장(일명 플랜트)과 14번째의 비밀방으로 가는 문을 연주자 없이도 열 수 있다. 방주 밖에서 안으로 들어가는 능력도 있을 것으로 추정.

무선 골렘
검은 교단의 모든 대원들이 지니고 있는 골렘, 박쥐를 연상시키는 검은 형상을 하고 있으며 이 골렘은 주인의 성문(聲紋)을 기억한 후, 주인의 성문의 목소리가 아니면 통신이 되지 않는 첨단 시스템을 지니고 있다.
레로(Lero)
천년백작이 소유하고 다니는 핑크색 우산. 우산의 꼭지에 할로윈 호박 장식이 달려 있으며 그 호박 장식이 말을 한다. 주로 천년백작이 하늘을 날아다닐 때 쓰이며, 레로 자체가 대검으로 변해 무기로 쓰이기도 한다. 천년백작이 노아 일족을 모은 후로는 특히 로드의 노리개감(?)이 되어 온갖 수난거리를 겪게 된다.(밟히거나, 혹은 공격 방패로 삼거나, 아니면 죽을 때까지 혹사당하거나)
성우 - 이토 시즈카 / 정재헌

## AKMA
쪼메스케리나리 일행이 크로스 마리안의 보고를 받고 일본에 갔을 때 만난 크로스 마리안의 시중 악마
방방 뛰고 천진난만한 성격이며 라비와 쿵짝이 잘 맞는다. 하지만 일본에서 레벨 3 <AKMA> 군단의 공격에서 일행을 지키려다가 그만 소멸한다.
성우 - 나즈카 카오리
엘리아데(Eliade)크로울리와 같이 살던 <AKMA>.
아름다운 여성의 모습을 뒤집어쓰고 태어난 자신의 외모를 자랑스럽게 여기고 있지만, 인간 여인으로서의 아름다운 모습과 자신의 본 모습인 <AKMA>로서의 모습의 차이에 대해 괴리감을 느끼고 있었다.
자신의 추한 본모습을 싫어해 싸울 때도 본모습이 아닌 뒤집어쓴 인간의 여성의 모습으로 싸우려 한다.
외모만 아름다운 게 아니라, 내면까지도 아름다워질 수 있는 방법인 남녀간의 사랑을 이루는 방법을 이룩하기 위해 자신이 <AKMA>라는 것을 숨기고 크로울리와 같이 살아왔으며 후에 자신의 정체가 드러나자 크로울리에게 험한 말을 퍼부으면서 공격하지만, 결국 죽을 때 크로울리를 진심으로 사랑하는 면모를 보인다.
성우 - 오카모토 마야 / 이용신
미미(Mimi)애니메이션 오리지널 캐릭터
노아의 일족인 루루벨의 시중담당을 맡고 있는 악마.
살아있었을 때, 한 나라의 왕녀를 모시는 시녀였으며 왕녀는 미미를 누구보다도 더 신뢰했기 때문에 미미도 왕녀를 정성껏 모시고 있었다. 하지만 병으로 인해 미미가 세상을 떠나자 왕녀는 슬픔에 겨워 천년백작과 계약, 황천으로부터 미미를 불러오지만 결국 미미는 왕녀를 자신의 손으로 죽이고 그녀를 뒤집어써 <AKMA>가 되고 만다.
인간일 적부터 시녀 노릇을 했었기 때문에 루루벨을 정성껏 모시는 성격이 짙으며 그녀의 명령이나 지시라면 무엇이든 잘 따르는 <AKMA>이기도 하다. 때문에 루루벨의 선봉에도 나선다.
루루벨의 계략을 이행하기 위해 중국에서 알렌 일행을 덮쳤지만 결국 루루벨을 감싸다가 알렌에게 파괴당
성우 - 에노모토 아츠코
알마 카르마(Alma Karma)<세컨드 엑소시스트> 프로젝트에서 칸다와 함께 피험체로써 태어난 소년.
명랑하고 살짝 덜렁이에 얼떨떨한 성격으로 칸다와는 달리 밝고 긍정적인 성향을 지녔으나 마음속으로는 자신들이 피험체이며 이 세상과는 격리된 존재라는 사실에 대해 아주 큰 반감과 슬픔을 지니고 있었다.
실험이 계속되던 중 자신이 태어난 이유와 <세컨드 엑소시스트> 프로젝트의 진실을 알게 되고 그것에 대한 엄청난 분노와 함께 이노센스와의 싱크로에 성공, 그 힘으로 그 프로젝트에 참가하고 있던 모든 과학자들을 죽인다. 그 후 칸다도 죽이려 했지만 칸다도 이노센스와의 싱크로에 성공, 칸다는 눈물을 머금고 알마를 베고 재생할 수 없을 때까지 무참히 살해한다.
후에 재생되어서 북미 지부의 지하에 보관되어 있던 것을 천년백작과 노아 일족이 강탈해 다크매터를 폭주시켜 <AKMA>로 만든다. <AKMA>가 되자마자 칸다를 공격하는 알마지만 사실 칸다가 찾고 있던 기억 속의 여인의 영혼으로 인해 만들어진 알마는 그 사실을 칸다가 모른 채 자신의 길을 굳게 걸어나가게 하기 위해 칸다가 자신을 파괴하도록 유도하고 있었던 것, 결국 알렌의 도움으로 인해 칸다와 같이 '마텔'에서 조용히 최후를 맞이한다.

## 노아의 일족
천년백작(The earl of Miilenium)본작의 최종 악역
'기계', '혼(魂)', '비극' 을 재료로 한 생체 악성 병기 <AKMA>(악마)의 제조자. 세상을 종말로 이끌려는 장본인이며 모든 신원이 정체불명으로 전부 다 베일에 가려진 인물.
노아 일족의 첫 번째 사도이자 모든 노아 일족을 이끄는 리더.
7000년 전 세계를 종말로 이끌기 위해 대홍수를 일으켜 인류를 멸망시킨 "암흑의 사흘"(구약 성서의 노아의 방주 사건)을 일으켰으나 이노센스의 심장인 하트와의 싸움에서 패배해 다시 물러나게 된다. 그 후 뿔뿔히 흩어진 노아의 메모리를 모아 환생을 거듭하는 노아 일족과 같이 이노센스와 싸워왔으며 현대에 다시 재래해 "암흑의 사흘"을 재래시키려 한다.
현대에 다시 재림하기 전의 35년 전에 14번째 노아로 인해 잠시 큰 데미지를 입었던 적이 있으며 현대에 재림한 후 이노센스의 심장인 하트와 14번째의 존재를 계속 두려워하고 있다.
기본적으로 아주 크게 벌린 채 웃고 있는 입과 작은 안경, 그리고 풍만한 몸집에 어울리는 하얀 양복이 특징이며 쓰고 있는 중절모는 늘 쓸 때마다 다른 장식을 하고 있다.
익살스럽고 유머있는 성격에 늘 웃고 있는 얼굴이긴 하지만 화나면 웃는 채로 분노하며 그 모습은 상당히 무시무시하다.
굉장히 풍만한 몸집이며 맛있는 음식은 빼놓지 않고 먹는 미식가이지만 타인이 자신의 몸집에 대해 뭐라 그러는 것을 제일 싫어한다.(살찐다는 둥) 그 외엔 모든 것이 수수께끼이며 베일에 가려진 인물.
14번째를 적대하는 것이 아니라, 14번째와 함께 있고 싶다는 이상한 모습을 보인다. 뿐만 아니라 네아의 형제인 마나를 원망하고 증오하는 모습마저 보인다. 다른 노아들은 그런 천년백작의 모습을 이상하게 여기지만 로드와 와이즐리는 그 이유를 알고 있는 듯.
- 프로필
  - 직업 : <AKMA> 제조자, 방주 연주자
  - 나이 : 불명(7000살 이상으로 추정)
  - 국적 : 불명
  - 특징 : 말끝마다 불이는 하트(~♥), 가끔 가다 굉장히 무시무시해지는 표정
  - 신장 : 220
  - 체중 : 110
  - 생일 : 불명
  - 혈액형 : 불명
  - 취미 : 모자 아플리케(부업)
  - 별자리 : 불명
  - 좋아하는 것 : 악어 고기, 맛있는 음식들
  - 싫어하는 것 : 엑소시스트
  - 노아의 메모리 : 불명 (아담 1세대)

- <AKMA> 제조

<AKMA>의 모든 주인이자 제조자인 천년백작, 그가 부리는 모든 <AKMA>는 이노센스를 절멸시키고 이 세상을 파멸로 몰고가기 위해 끊임없이 움직인다. 이노센스와는 정반대의 물질인 <다크매터>라는 물질로 <AKMA>를 구현화시키며 <AKMA>는 7000년 전의 싸움에서의 패배를 다시는 저지르지 않기 위해 천년백작이 준비한 비장의 병기이다. 천년백작은 사람을 위해서 <AKMA>를 만든다고 한다.
- 기술
- 온갖 마법
  - 7000년을 계속 영생해 온 천년백작은 수많은 마술이나 주술, 마법을 부릴 수 있으며 그 마법의 힘은 헤아릴 수 없을 정도로 깊고 강력하다.
- 온갖 기계 제조술
  - 악성 병기 <AKMA> 제조 기술부터 노아의 일족을 탄생시킨 <노아의 방주> 등등의 놀라운 과학 기술력을 지녔다.
- 체술
  - 풍만한 몸집과는 달리 엄청난 실력의 체술을 구사한다.
- 검
  - 들고 다니는 우산인 <레로>에게서 소환하는 거대한 검, 그 검은 알렌의 임계점 돌파의 크라운 크라운의 검과 굉장히 흡사하게 생겼으며 이 검을 어떻게 알렌이 사용할 수 있는지는 불명이다.

성우 - 타키구치 쥰페이 / 김영진
로드 캬멜롯(Road Kamelot)노아 일족의 장자(長子)
뾰족뾰족하게 솟구친 선명한 청금석 빛깔의 머리카락이 특징인 어린 소녀.
어린아이 특유의 천진난만함과 순수함, 그리고 그보다 훨씬 더 순수하고 강한 잔인무도함을 지녔다.
즐겁게 노는 것을 좋아하며 <AKMA>들을 2~3마리씩 대동하고 다닌다.
되감기는 도시 편에서 처음으로 알렌과 조우, 그 후부터 알렌에게 상당히 호감을 보인다. 심지어는 방주에서 만났을 때는 알렌에게 다짜고짜 키스를 할 정도.
인간이 지니고 있는 마음의 어둠을 꿰뚫어보는 특기를 지녔으며 이런 특기는 그녀의 계승 메모리에 더욱 더 힘을 실어준다
35년 전에 14번째로부터 메모리가 파괴되지 않은 유일한 노아이기도 하며, 그 때문에 노아 일족 중에서 천년백작을 제외하면 유일하게 14번째에 대한 기억을 알고 있다.
외모 상 제일 어리긴 하지만, 노아 일족 중에선 제일 최연장자이며 뇌를 읽어내는 와이즐리를 제외하면 가끔 가다 아무도 모르는 천년백작의 속마음을 알아채기도 한다. 또 천년백작과 아주 깊은 교감을 나누고 있으며 말이 통하는 면을 보이고 있어 다른 노아 일족들은 로드의 그런 면을 가끔씩 부러워한다.
알렌이 노아의 숙주라는 사실이 밝혀지고 교단 감옥에 감금당해 있었을 때 자립형 이노센스로부터 그를 구하기 위해 몸을 던졌고, 그 충격으로 육체만 소실된 상태이다.
- 프로필
  - 직업 : 불명
  - 나이 : 불명
  - 국적 : 불명
  - 신장 : 148
  - 체중 : 33
  - 생일 : 6월 20일
  - 혈액형 : B형
  - 취미 : <AKMA> 괴롭히기, 엑소시스트 괴롭히기, 장난
  - 별자리 : 쌍둥이자리
  - 좋아하는 것 : 과자, 사탕, 알렌, 천년백작
  - 싫어하는 것 : 인간
  - 계승 메모리 : 사람의 정신을 파괴하고 영원한 악몽으로 안내하는 불사의 메모리, 노아의 꿈
- 메모리

꿈의 메모리 <Road>
로드가 계승한 메모리, 꿈의 메모리는 말 그대로 현실 세계의 이면에 존재하는 꿈 속, 즉 정신 세계를 마음대로 드나들면서 조종이 가능한 메모리이다. 정신 세계에서는 모든 것이 로드의 상상대로 이루어지며, 상대방의 정신 세계를 꿰뚫어본 후 상대방의 가장 끔찍한 기억을 무한 반복으로 재생시켜 상대방의 정신을 영원히 파괴시켜버리는 것도 가능하다. 또 로드는 아무리 공격을 받아도 절대 죽거나 다치지 않고 재생하는데, 유일하게 로드를 쓰러뜨릴 방법은 꿈속 세계 어딘가에 있는 로드의 본체를 쓰러뜨리는 것밖에 없다.
- 기술
- 꿈
  - 로드가 만들어낸 이면 세계, 로드는 여러 꿈 속 세계를 돌아다니는 것이 가능한데, 되감기는 도시 전투때의 세계는 형형색색의 알록달록한 여러모양의 양초들이 공중에 떠 있고 주위에 과자, 초콜릿, 사탕이나 화려한 액세서리 및 가구, 그리고 장난감과 인형들이 가득한 세계였으며, 그 후 라비와 전투할 때 나온 세계는 둥글둥글한 체스판 바닥에 하늘에 반딧불 비슷한 주황 불빛이 떠 있는 세계였다.
- 기억 읽기
  - 로드는 자신의 꿈 속으로 끌어들인 희생양의 모든 기억을 읽어낼 수 있다.
- 양초
  - 로드의 꿈 속 세계에 등장하는 양초, 알록달록한 색깔에 다양한 모양이다. 하지만 예쁜 겉모습과는 달리, 창으로 변환시켜 한 번 찌르면 엄청난 고통과 함께 치명상을 입히는 무서운 무기이다.
- 공간 이동
  - 정확히 말하자면 꿈속 세계를 경유해 한 공간에서 다른 공간으로 이동하는 기술, 이 기술을 쓰면 로드의 앞에 황금으로 화려하게 장식된 문이 나타나는데 이 문이 바로 꿈속 세계로의 입구이다.
- 악몽(惡夢) 
  - 상대방의 가장 끔찍한 기억을 꿈속 세계에서 무한 반복해 재생시키는 로드의 기술, 이 기술을 받으면 상대방의 정신은 완전히 파괴되고 만다.

```
 
방주의 연주자
```

방주를 연주할 수 있는 능력을 가졌다
성우 - 시미즈 아이 / 채의진
티키 믹(Tyki Mikk)노아 일족인 남성.
알렌과 라비가 크로울리를 데리고 교단으로 돌아가는 기차 안에서 처음으로 만났다.
그땐 인간의 모습을 한 채 친구인 이즈 일행과 같이 포커를 하고 있었는데 속임수 포커를 이용해 크로울리의 옷까지 전부 다 빼앗아 버린다. 하지만 알렌의 신이 내린 포커 솜씨로 인해 도리어 이즈 일행과 티키가 옷을 포함한 모든 소지품을 빼앗기는 사태가 발생. 하지만 알렌은 그들에게 빼앗은 물건을 전부 다 돌려준다.
알렌 일행과 헤어진 후 천년백작의 연락을 받고 기차역 근처의 터널 안에서 천년백작과 조우하며 자신의 본래 모습을 드러낸다.
평소엔 유들유들하면서 밝은 성격을 지녔지만, 노아 일족으로 돌아오면 메모리의 영향 때문에 살인과 피를 즐기는 무서운 살인광으로 변모한다. 티키는 이런 자신을 억제하려고 애쓰고 있지만 "하얀색의 나와 검은색의 나, 둘 다 있으니까 사는 게 재미있는 거지."라고 말하는 것을 보면 자신의 이런 면에 대해 그렇게 나쁘게 생각하지는 않는 모양.
천년백작의 명령으로 인해 알렌을 죽이는 임무를 받고는, 알렌과 관련된 모든 엑소시스트들을 죽이고 다니다가 인도에서 수만을 이반으로 폭주시켜 이용하기로 결정하고 계속 동태를 지켜본다. 그 후 알렌이 목숨을 걸고 수만을 이반으로부터 해방시키자 티즈를 이용해 수만을 죽인다. 알렌을 만나고는 자신이 기차에서 만난 아이라는 사실을 알지만 정작 알렌은 티키의 노아 모습을 못 알아본다. 그 후 티키는 자신이 찾던 알렌의 이노센스를 대파시키고는 티즈에게 알렌의 심장을 먹게 해 알렌을 죽음으로 몰고간다. 하지만 알렌은 살아남는다.
그 후 방주 전투에서 다시 한 번 알렌과 접전, 자신의 메모리를 이용해 알렌을 또 궁지로 몰아가지만 크라운 크라운의 임계점 돌파의 힘으로 인해 메모리가 손상을 입어 가사상태에 빠진다. 하지만 그 영향으로 오히려 메모리가 각성해 괴물의 모습으로 폭주하지만 방주가 소멸될 때 크로스의 무차별 공격으로 기절한 그를 천년백작이 무사히 구출하는 데 성공한다.
- 프로필
  - 직업 : 광부(인간 모습일 때)
  - 나이 : 27살(추정)
  - 국적 : 포르투칼
  - 신장 : 188
  - 체중 : 83
  - 생일 : 불명
  - 혈액형 : O
  - 취미 : 이중생활(인간 모습일 땐 광부 일과 함께 놀음에 빠지기도 하지만, 노아 일족일 때는 살인을 즐긴다.)
  - 별자리 : 불명
  - 좋아하는 것 : 친구인 이즈 일행과 밥 먹기, 잉어
  - 싫어하는 것 : 공부
  - 계승 메모리 : 모든 만물을 선택하고 거절하는 절대의 메모리, 노아의 쾌락
- 메모리

쾌락의 메모리 <Joid>
티키가 계승한 메모리, 쾌락의 메모리는 이 세계의 모든 만물에 대해 선택할 권리를 얻는 특이한 메모리이다. 이 메모리를 이용해 티키는 자신이 접촉하고 싶다는 것을 자유롭게 선택이 가능하며, 접촉하기 싶은 물체 이외의 모든 물체는 전부 다 통과해버리는 것이 가능하다.(이노센스는 제외) 또, 이 선택의 힘을 역으로 이용한 거절의 힘도 시전할 수 있다. 현재 티키는 메모리가 각성하면서 자신의 자아가 메모리에 먹히는 것 때문에 두려움에 떨고 있다.
- 기술
  - 골렘 <티즈>
  - 천년 백작이 티키에게 만들어준 일종의 골렘(인조 생명체), 보랏빛 광채를 뿜는 아름다운 검은 나비의 형태를 하고 있지만 그 정체는 인간을 주식으로 하는 식인 괴물, 여러마리의 검은 나비가 합쳐져 해골 얼굴을 한 큰 나비로 변하기도 한다. 굉장히 탐욕스럽고 식탐이 강해 표적이 된 인간은 뼈도 안 남기고 전부 다 뜯어먹는다. 티즈 자체도 공격성이 있기 때문에 노아의 힘이 담긴 광선을 발사한다던가 티즈가 티키의 손에 깃들어 보랏빛으로 빛나는 거대한 무기가 되기도 한다.
- 선택
  - 이 세상 만물을 선택해 자신이 마음대로 닿을 수 있는 기술.

1. . 티키는 엑소시스트 사냥을 할 때, 늘 이 선택을 이용해 상대방의 심장 및 장기를 전부 다 빼냈다.
2. . 방주에서 알렌과 전투할 때, 티키는 공기를 선택해 공중을 자유자재로 걸어다녔다.

- 거부
  - 온갖사물을 선택하여 통과할 수 있는 능력을 역으로 이용, 의도한 사물을 선택적으로 '거부'하는 능력.

1. . 방주에서 알렌과 전투할 때, 자신 주변의 공기를 전부 다 거절해 진공 공간을 만들어냈다.

- 각성
  - 메모리가 폭주해 인간의 형상이 아닌 괴물의 형상이 되고 만 티키의 각성 형태.

성우 - 모리카와 토시유키 / 이지환
스킨 볼릭(Skinn Bolic)노아 일족의 남성.
우락부락하고 거대한 근육질의 몸집에 험상궂게 생긴 외모를 지닌 남성.
험상궂게 생긴 외모와는 달리 말랑한 것이나 부드러운 것을 좋아하며, 특히 달콤한 것이라면 사족을 못 쓸 정도로 당분 중독자이다.
이렇게 단 것에 집착하는 이유는 노아 일족의 성흔(聖痕)이 나타났을 때 격심한 고통에 시달리면서 아무것도 먹지 못하고 있을 때, 처음 먹었던 것이 로드가 건네준 달콤한 과자였기 때문. 그 때부터 달콤한 것이라면 사족을 못 쓰게 되었다.
방주 안에서 칸다와 사투를 벌이지만, 결국 칸다에게 죽는다. 노아 일족 중 가장 빨리 생애를 마감했다.
- 프로필
  - 직업 : 전(前) 조선소 일꾼
  - 나이 : 30살
  - 국적 : 미국
  - 신장 : 198
  - 체중 : 101
  - 생일 : 5월 9일
  - 혈액형 : O
  - 취미 : 세계 제과점 순례
  - 별자리 : 황소자리
  - 좋아하는 것 : 달콤한 과자의 집
  - 싫어하는 것 : 달콤하지 않은 모든 것
  - 계승 메모리 : 격렬하게 발산되는 증오의 메모리, 노아의 분노
- 메모리

분노의 메모리 <Wrathler>
스킨이 계승한 메모리, 분노의 메모리는 말 그대로 상상을 초월한 분노의 겁화를 몸에 두른 채 엄청난 힘을 손에 얻게 되는 메모리이다. 노아 일족은 모두 자신의 체내에 있는 노아의 메모리에 의해 이노센스나 엑소시스트를 발견하면 죽이고 싶은 충동이 일지만, 분노의 메모리를 지닌 사도는 제어가 불가능할 정도의 노아의 분노 때문에 메모리에 조종당한 채 꼭두각시처럼 싸우게 된다고 한다. 분노의 메모리를 시전하면 스킨은 황금색으로 빛나는 무시무시한 갑옷을 전신에 두르게 되며 전신에 수억만 볼트의 고에너지가 흐르고 있다.
- 기술
- 라이(雷)
  - 엄청난 고열과 위력을 지닌 번개를 신체에서 발산하는 기술, 이 번개는 전방위에 있는 모든 것을 재로 태우고 녹이고 산산히 소멸시킨다.
- 뇌륜
  - 이노센스의 안에 분노의 메모리를 투입시켜 이노센스를 엄청난 공격으로 파괴시키는 기술.
- 신벌
  - 전신에서 노아의 분노를 최대 개방시켜 상대에게 일격을 날리는 기술.

성우 - ?
저스데비(Jasdebi) - 저스데로(Jasdero) / 데이빗(Debit)노아 일족의 쌍둥이, 형인 데이빗과 동생인 저스데로의 이름을 합쳐 저스데비라고 부른다.
동생인 저스데로는 찰랑찰랑거리는 기다란 금발에 머리에 단 초롱아귀의 라이트 비슷한 장식이 특징이다. 성격은 잔혹하고 남을 괴롭히는 것을 좋아하며 방탕하고 놀고 먹고 삐뚤어진 그야말로 불량 청소년이란 말이 딱 어울린다. 쌍둥이의 동생이라서 그런지 데이빗보다 배는 더 철이 없고 살짝 모자라며 가끔씩 자기 멋대로 행동하기도 한다.
형인 데이빗은 삐죽삐죽하게 솟은 검은 머리를 지녔다. 성격은 잔혹하고 남을 괴롭히는 것을 좋아하며 방탕하고 놀고 먹고 삐뚤어진 그야말로 불량 청소년이란 말이 딱 어울린다. 하지만 쌍둥이의 형인만큼 동생인 저스데로를 이끌어주는 모습도 보이며 쌍둥이의 사이는 그래도 상당히 좋은 모양.
본래 쌍둥이는 하나의 존재였으나 어떤 이유로 쌍둥이로 나뉘었다고 한다.
- 프로필
- 직업 : 둘 다 없음
- 나이 : 둘 다 18살
- 국적 : 둘 다 미국
- 신장 : 둘 다 163
- 체중 : 둘 다 62
- 생일 : 둘 다 12월 21일
- 혈액형 : 둘 다 B
- 취미 : 저스데로는 드래곤 볼(?) 수집 / 데이빗은 브레이크 댄스
- 별자리 : 둘 다 궁수자리
- 좋아하는 것 : 저스데로는 엄청나게 매운 카레 / 데이빗은 달걀이 온전한 오므라이스
- 싫어하는 것 : 저스데로는 달콤한 과자 / 데이빗은 표고버섯
- 계승 메모리 : 결집한 감정이 엮여 최고의 리얼을 만드는 실현의 메모리, 노아의 유대
- 메모리

유대의 메모리 <Bondoom>
저스데비가 계승한 메모리. 유대의 메모리는 특성상 두 쌍둥이가 같이 있어야만 발동이 가능하다. 유대의 메모리가 낳는 힘은 "실현". 실현의 힘으로 데이빗과 저스데로는 서로의 뇌가 동시에 동일한 상상을 하면 그 상상을 현실로 실현시키는 것이 가능한 무적의 메모리이다.
- 기술
- 블루 밤(Blue Bomb)
  - 가지고 있는 총에서 파란 총알을 발사하는 기술, 이 총알은 착탄하면 착탄한 부분이 꽁꽁 얼어버린다.
- 레드 밤(Red Bomb)
  - 가지고 있는 총에서 빨간 총알을 발사하는 기술, 이 총알은 날아가는 순간 갑자기 발화해 커다란 불덩이로 변화해 날아가 폭발한다.
- 화이트 밤(White Bomb)
  - 가지고 있는 총에서 하얀 총알을 발사하는 기술, 이 총알은 닿은 모든 사물을 소멸시켜 상쇄한다.
- 퍼플 밤(Purple Bomb)
  - 가지고 있는 총에서 보라색 총알을 발사하는 기술, 이 총알은 맞은 사람은 눈에 보라색의 안경이 씌워진다. 이 안경이 씌워진 사람은 데이빗과 저스데로가 원하는 풍경만 볼 수 있게 된다.
- 그린 밤(Green Bomb)
  - 가지고 있는 총에서 녹색 총알을 발사하는 기술, 이 총알에 맞은 사람은 순식간에 끈적거리는 초록 슬라임에 갇힌다. 이 슬라임에 갇힌 사람은 숨을 쉴 수조차 없게 된다.
- 저스데비의 원념
  - 데이빗과 저스데로의 원한 자체를 생명화해 끈적끈적하고 혐오스러운 괴물로 실현시켜 소환하는 기술.
- 활짝 x 웃고 있지만 x 사실은 x 무지 열받은 x 천년 공
  - 말 그대로 활짝 웃고 있지만 사실은 무지 열받을 때의 모습을 한 천년백작을 소환하는 기술, 진짜 천년백작은 아니지만 기술명을 보면 알다시피 기술의 위력은 진짜 천년백작과 호각이다.
- 융합 <저스데비>
  - 데이빗과 저스데로가 본래의 하나로 돌아가 융합하는 기술, 이 상태에서의 저스데비는 상상할 수 있는 최고의 육체를 실현할 수 있게 된다.

1. . 격투술
2. . 머리카락 창
3. . 파동탄
4. . 펜타클 구속구
5. . 관 <아이언 메이든>

성우 - 저스데로 : 모리쿠보 쇼타로 / 故 김일, 데이빗 : 사이가 미츠키
루루벨(Lulu=Bell)노아 일족의 여성
인간 모습일 때는 금발이지만 본래 모습으로 돌아오면 칠흑같이 검어지는 머리칼이 특징이다.
노아 일족 중 가운데 유일하게 천년백작을 "주인님"으로 모시는 노아이며 천년백작에 대한 충성심이 굉장히 강하다.(그 때문에 검은 교단으로부터 <AKMA>의 데이터 베이스인 '알'을 탈환하는 데 실패했을 땐 방에 틀어박혀 자책하며 엉엉 울었다고 로드가 증언함)
아름다운 외모를 지니긴 하지만, 성격은 극도로 무뚝뚝하고 냉정하며 오직 천년백작의 임무 이외엔 관심을 별로 가지질 않는다.
계획적으로 움직이며 늘 매사에 신중하고, 다른 노아들과는 달리 은밀 작전이나 요격 등을 자주 쓰는 심사숙고한 성격. 표면적으로 작전이 성공해도 본 목적이 이루어지지 않으면 실패로 여기는 완벽주의자이나, 그 때문에 작전의 실패를 조기에 감지하면 작전을 그 자리에서 그만두는 변덕스러운 모습을 보이기도 한다.
무뚝뚝하긴 하지만 자신을 헌신적으로 따르는 <AKMA>인 미미에게는 우호적으로 대해주며, 미미가 알렌에게 의해 파괴당했을 땐 미미의 죽음을 진심으로 애도하기도 했다.
- 프로필
- 직업 : 없음
- 나이 : 24살(추정)
- 국적 : 프랑스
- 신장 : 166
- 체중 : 51
- 생일 : 2월 22일
- 혈액형 : AB
- 취미 : 자유로운 산책
- 별자리 : 물고기자리
- 좋아하는 것 : 우유
- 싫어하는 것 : 청소기
- 계승 메모리 : 모든 만물로 모습을 바꾸는 천의 얼굴을 지닌 메모리, 노아의 색
- 메모리

색의 메모리 <Lustol>
루루벨이 계승한 메모리. 색의 메모리는 이 세상의 모든 만물 즉, 사람이나 동물, 식물은 물론 사물, 무기, 상상 속에 존재하는 생명체로까지 변신이 가능하며 변신한 물체의 힘이나 능력도 그대로 시전할 수 있다.
- 기술
- 인간 변신
  - 루루벨의 변신 능력, 자신이 한 번 본 인간의 모습을 기억해 그 기억을 토대로 변신하거나 애초에 존재하지도 않는 허구의 인물로 변신하는 것도 가능.
- 동물 변신
  - 루루벨의 변신 능력, 맹수를 포함한 온갖 동물로 변신 가능. 참고로 루루벨은 주로 검은고양이로 변신하곤 한다.
- 무기 변신
  - 루루벨의 변신 능력, 주로 팔을 변형시키며 검은 교단에 쳐들어왔을 때 팔을 악마의 꼬리 비슷한 형태의 채찍으로 변신시켰었다.

성우 - 오가사와라 아기사
셰릴 캬멜롯(Shelil Kamelot)노아 일족의 남성
로드의 양아버지.
인간일 때는 한 나라의 외교관이며, 궁궐같은 저택에서 현모양처인 아내와 수양딸인 로드를 데리고 살고 있다. 본인은 이런 화목한 가정 생활을 아주 좋아한다.
로드를 아끼고 사랑하며, 로드에게 무슨 일이 생기면 물불 안 가리고 덤벼든다.
진성 사디스트이기 때문에 남이 고통받는 모습을 보면서 굉장히 즐거워하는 경향이 있다.
- 프로필
- 직업 : 외교관(인간일 때)
- 나이 : 불명
- 국적 : 불명
- 신장 : 불명
- 체중 : 불명
- 생일 : 불명
- 혈액형 : 불명
- 취미 : 로드와 놀아주기
- 별자리 : 불명
- 좋아하는 것 : 로드, 티키, 인간일 때의 화목한 가정 놀이
- 싫어하는 것 : 인간, 화목한 가정을 망치는 모든 것
- 계승 메모리 : 만물을 마음대로 조종하는 꼭두각시의 메모리, 노아의 욕망
- 메모리

욕망의 메모리 <Desires>
셰릴이 계승한 메모리. 욕망의 메모리는 이 세상의 모든 만물을 자신의 마음대로 조종해 꼭두각시 인형처럼 부릴 수 있다. 셰릴이 움직이게 하고 싶은대로 움직이는 것이 가능하며 광범위 내에 있는 모든 만물을 조종이 가능.
- 기술
- 꼭두각시 조종
  - 지정한 범위 내의 모든 인간들의 움직임을 자기 마음대로 조종하는 기술.
- 신체 파괴
  - 지정한 상대의 신체를 조종해, 아예 부러뜨리는 기술
- 만물 조종
  - 자연만물을 자신의 뜻대로 움직이게 하는 기술.

와이즐리(Wisely)노아 일족의 남성.
35년 전에 14번째로 인해 메모리가 손상되었기 때문에 다음 번 환생에 큰 에러가 발생해 노아 중에서 각성을 가장 늦게 했다.
게으르고 기분파이며, 늘 일을 해도 한꺼번에 몰아서 덤벙덤벙 처리하는 귀차니스트. 때문에 다른 노아나 천년백작에게 핀잔을 많이 듣는다.
느긋한 성격이긴 하지만 노아이기 때문에 확실히 잔인무도하다.
자신의 메모리 특성 상, 와이즐리의 옆에 있는 사람들은 무조건 프라이버시가 보장이 안 된다. 그 예로 티키는 자신의 생각을 읽은 와이즐리에게 불쾌한 감정을 내비친 적이 있다.
무투파는 아닌지라 육체적인 격투는 잘 하지 못하는 모양.
- 프로필
- 직업 : 노숙자(각성하기 전)
- 나이 : 17
- 국적 : 불명
- 신장 : 불명
- 체중 : 불명
- 생일 : 불명
- 혈액형 : 불명
- 취미 : 불명
- 별자리 : 불명
- 좋아하는 것 : 남의 머릿속 들여다보기.
- 싫어하는 것 : 귀찮은 것, 육체노동
- 계승 메모리 : 인간의 뇌를 마음대로 주무르는 마안의 메모리, 노아의 지혜
- 메모리

지혜의 메모리 <Wisely>
와이즐리가 계승한 메모리. 와이즐리는 티키처럼 자신의 메모리를 무의식적으로 억제하고 거부하지 않은 채 완전 융합되었기 때문에 인간 이름이 아닌 메모리의 이름을 사용한다. 지혜의 메모리는 인간의 뇌를 마음대로 주무르는 힘을 지녔으며 뇌를 조종해 기억을 들여다보거나 다른 이의 뇌에 그 기억의 영상을 보여줄 수도 있고, 공격용으로 상대방의 뇌를 파괴시키는 것도 가능하다. 와이즐리는 메모리 때문에 이마에 3개의 마안(魔眼)이 생긴다.
- 기술
- 마안
  - 와이즐리의 메모리로 인해 생겨난 이마의 3개의 눈, 와이즐리의 메모리는 이 눈에서 발산된다.

1. . 마안을 이용해 상대방의 뇌를 들여다보거나, 지정한 대상의 뇌에 그 기억을 재생시킴

- 뇌 파괴
  - 말 그대로 뇌를 파괴하는 기술, 이 기술을 받은 상대는 눈, 코, 귀, 입에서 피를 콸콸 쏟으며 죽는다.

트라이드(Tride)노아 일족의 남성
노아 일족 중에서 살짝 키가 작은 편이며 아래쪽으로 삐죽삐죽하게 솟구친 짧은 머리와 날카롭게 솟구친 눈매를 하고 있다.
자세한 것은 불명
- 프로필
- 직업 : 불명
- 나이 : 불명
- 국적 : 불명
- 신장 : 불명
- 체중 : 불명
- 생일 : 불명
- 혈액형 : 불명
- 취미 : 불명
- 별자리 : 불명
- 좋아하는 것 : 불명
- 싫어하는 것 : 불명
- 계승 메모리 : 노아의 심판

피들러(Fiedler)노아 일족의 남성
상고 스타일로 자른 후, 길게 뒤로 묶은 머리가 특징.
자세한 것은 불명
- 프로필
- 직업 : 불명
- 나이 : 불명
- 국적 : 불명
- 신장 : 불명
- 체중 : 불명
- 생일 : 불명
- 혈액형 : 불명
- 취미 : 불명
- 별자리 : 불명
- 좋아하는 것 : 불명
- 싫어하는 것 : 불명
- 계승 메모리 : 인간의 몸을 점령하며 그 몸을 죽음으로 물들이는 바이러스의 메모리, 노아의 침식
- 메모리

침식의 메모리 <Fiedler>
피들러가 계승한 메모리. 피들러의 혀에는 여러 개의 눈알 모양의 바이러스가 붙어 있는데 이 바이러스들은 상대의 몸 속에 기생해 들어가 상대를 숙주로 삼으면서 점점 더 바이러스를 퍼뜨려 상대를 침식시킨다.
- 기술
- 바이러스 침식
  - 눈알을 상대의 몸속에 집어넣어 상대를 바이러스에 중독시켜 점점 더 죽음으로 몰고가는 기술.

머시머(Mershmer)노아 일족의 남성
덩치가 굉장히 크고 우락부락하며 두꺼운 입술과 선글라스가 특징.
자세한 것은 불명
- 프로필
- 직업 : 불명
- 나이 : 불명
- 국적 : 불명
- 신장 : 불명
- 체중 : 불명
- 생일 : 불명
- 혈액형 : 불명
- 취미 : 불명
- 별자리 : 불명
- 좋아하는 것 : 불명
- 싫어하는 것 : 불명
- 계승 메모리 : 노아의 긍휼

마이트러(Mytrer)노아 일족
자세한 것은 불명.
- 프로필
- 직업 : 불명
- 나이 : 불명
- 국적 : 불명
- 신장 : 불명
- 체중 : 불명
- 생일 : 불명
- 혈액형 : 불명
- 취미 : 불명
- 별자리 : 불명
- 좋아하는 것 : 불명
- 싫어하는 것 : 불명
- 계승 메모리 : 노아의 능력

네아(Nea)태어날 리가 없었던 마지막 노아이자, 노아를 배신하여 말살된 노아.
마나와의 약속 때문에 천년백작을 배신하고 죽이려 한 노아였으며, 유일한 혈육인 마나 워커와 같이 노아의 일족과 살육을 벌이며 도망다니다가 결국 천년백작에게 처형당했다.
죽기 직전에 친구였던 알렌에게 자신의 메모리를 맡겼다. 죽임을 당한 지 약 35년 후, (네아를 기억하지 못하는) 알렌 워커의 몸에 14번째의 메모리가 침투해 기생. 알렌은 방주 전투 이후에서부터 계속 자신의 안에 있는 14번째가 자신을 침범하는 느낌을 받으며 괴로워한다.
시간이 지날수록 알렌의 몸을 점령하면서, 알렌은 점점 14번째의 모습을 변해가고 결국 알마 카르마와의 전투에서 14번째는 마음 속에서 알렌과 조우한다. 그는 "천년백작은 미쳤어, 미쳐서 살육만 반복하는 살육인형이 되어 버렸어, 알렌 그리고 너도 인형이 되어 버렸어."라는 의미심장한 말을 내뱉으면서 자신의 이름을 밝힌다.
35년 전까지 크로스 마리안 원수, 마나 워커, 알렌 워커와 친밀한 관계를 유지해왔다.
아직 정확한 상세정보는 불명.
- 프로필
- 직업 : 불명
- 나이 : 불명
- 국적 : 불명
- 신장 : 177
- 체중 : 73
- 생일 : 불명
- 혈액형 : 불명
- 취미 : 불명
- 별자리 : 불명
- 좋아하는 것 : 불명
- 싫어하는 것 : 불명
- 계승 메모리 : 노아의 파괴.
- 알렌과 팀캠피에게 연주자의 능력을 물려줌
- 천년백작의 것과 동일한 검을 소지하고 있음.